# Formula–1 monacói nagydíj

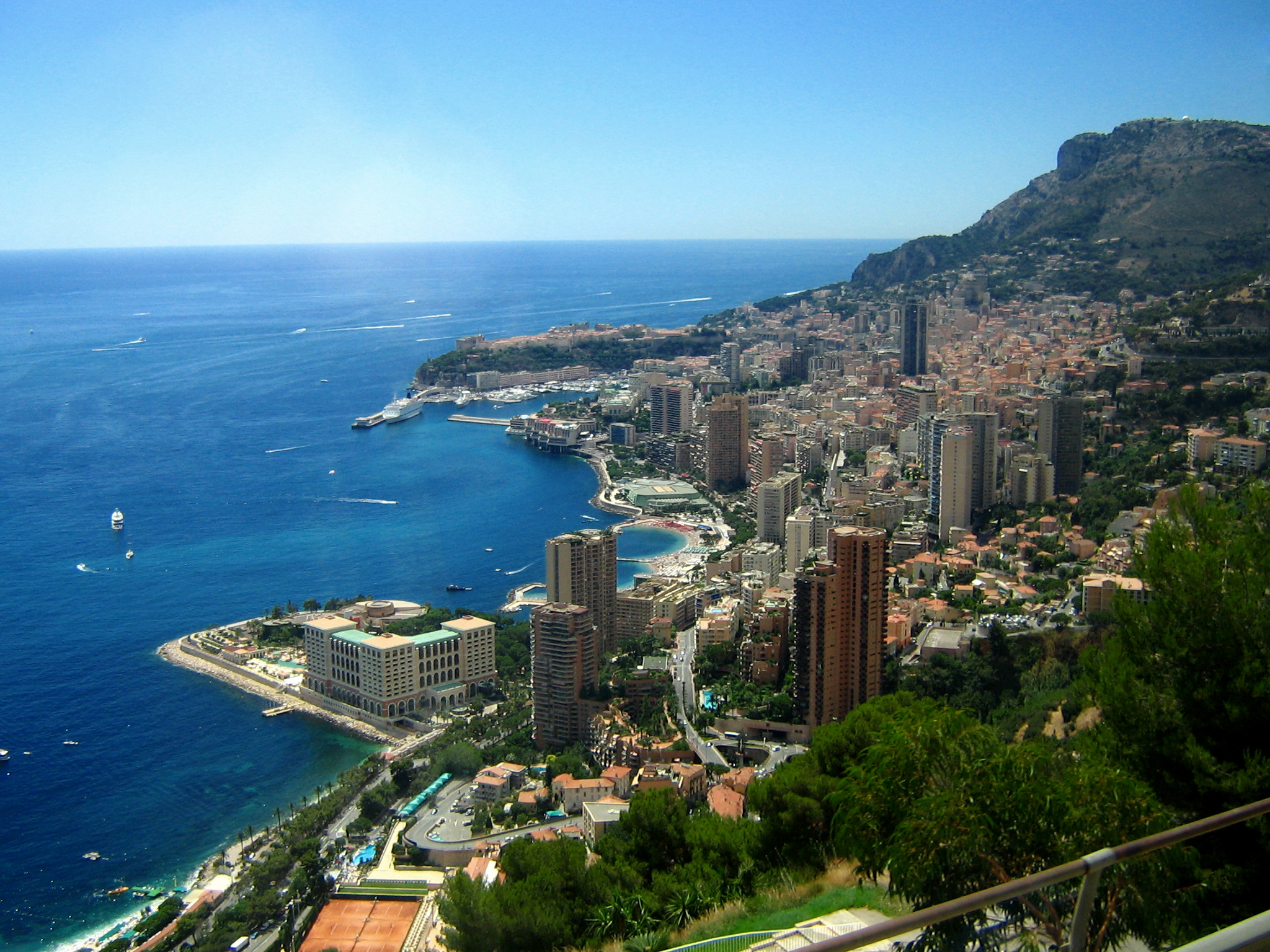
Monaco látképe

A monacói nagydíj a Formula–1 egyik leghíresebb futama, amelynek elődjét először 1929-ben szervezte meg Anthony Noghès a monacói városi pályán, Monte Carlóban. Az első Formula–1-es monacói nagydíjat már a sorozat első szezonjában, az 1950-esben is megrendezték. A szűk városi pályán a versenyzők mindössze 150 km/óra körüli átlagsebességet tudnak elérni, ezért a monacói a sportág leglassabb futama. A verseny hossza 78 kör, ami körülbelül 260,52 kilométert tesz ki. Egy verseny időtartama száraz időben legkevesebb 100 perc, esős időben nagy esélye van a kétórás időkorlát életbe lépésének – ahogy 2008-ban is történt. A monacói nagydíjat az indianapolisi 500 mérföldes és a Le Mans-i 24 órás autóversennyel a motorsport hármas koronájának is szokták nevezni. 2021-ig a többi nagydíjjal ellentétben Monacóban csütörtökön tartották az első szabadedzéseket, pénteken pedig pihenőnap volt. Az eddigi leggyorsabb köridő Lando Norrisé, aki 2025-ben 1:09.954-et futott. A miniállamban a legtöbb alkalommal Ayrton Senna tudott nyerni (hatszor) és első helyről indulni (ötször). A csapatok közül a McLaren a legsikeresebb, összesen tizenötször győztek. Legutoljára (2024-ben) a monacói Charles Leclerc nyerte meg a nagydíjat, a Ferrari színeiben.

## Jellemzői

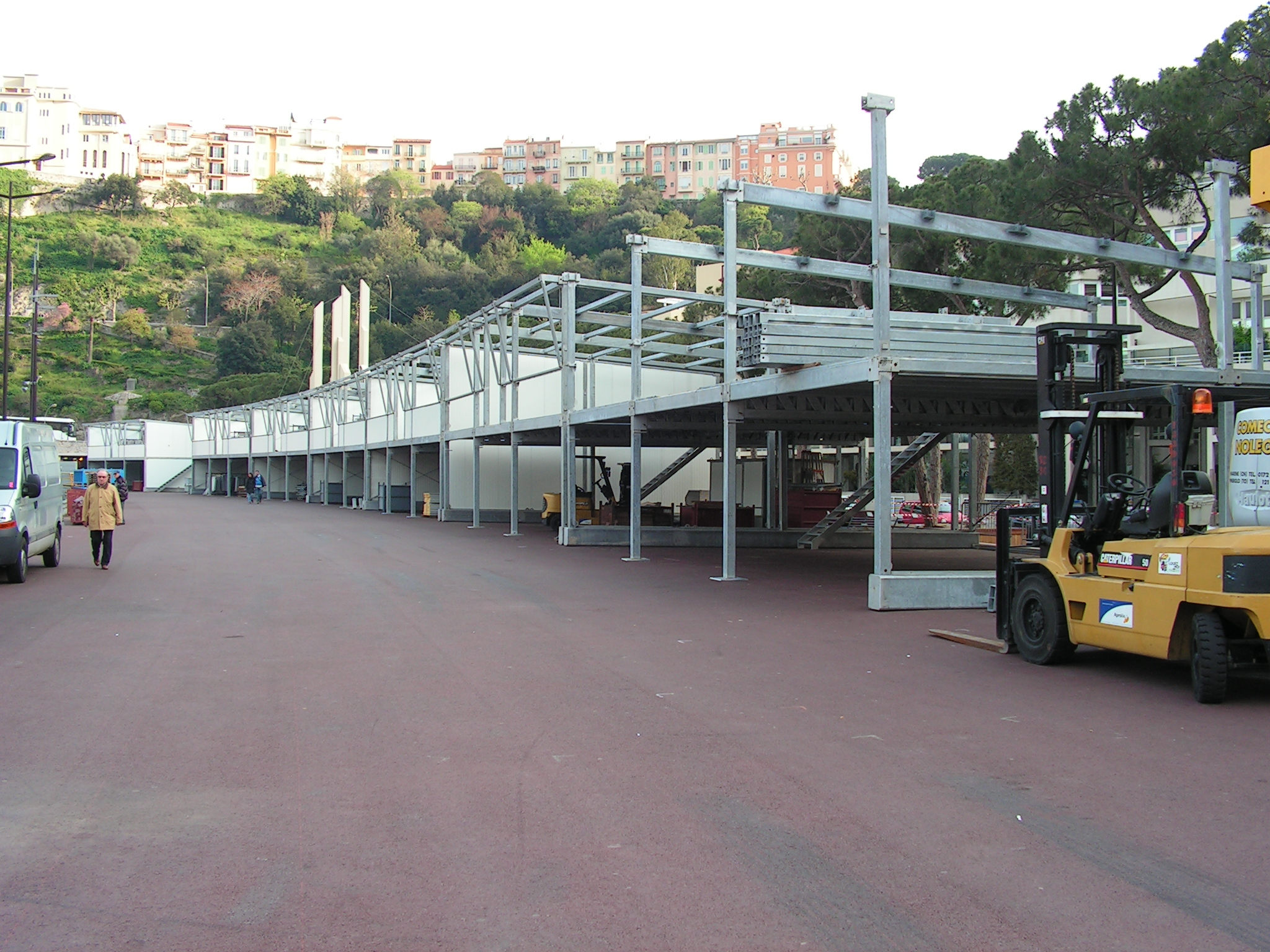
A monacói bokszutca építés közben

A monacói nagydíj rengeteg dologban eltér a többi versenytől:
A szűk pályán nincsenek bukóterek, így a legveszélyesebb pályák közé tartozik, de Monacóra nem vonatkoznak azok a szigorú biztonsági előírások, mint más pályákra.
A futam a legnagyobb presztízsűnek tartott verseny az összes közül, Niki Lauda szerint minden versenyző célja – a világbajnoki cím megszerzése mellett – győzni Monacóban. Az indianapolisi 500-zal és a Le Mans-i 24 órás autóversennyel a motorsport hármas koronáját alkotja, egyike a legismertebb versenyeknek. Ebben a tekintetben Graham Hill volt az egyetlen, aki mindhárom versenyen győzni tudott.
Mivel a pálya nagyon rövid, ezért a monacói nagydíj áll a legtöbb körből (78-ból, régebben 100 körös is volt).

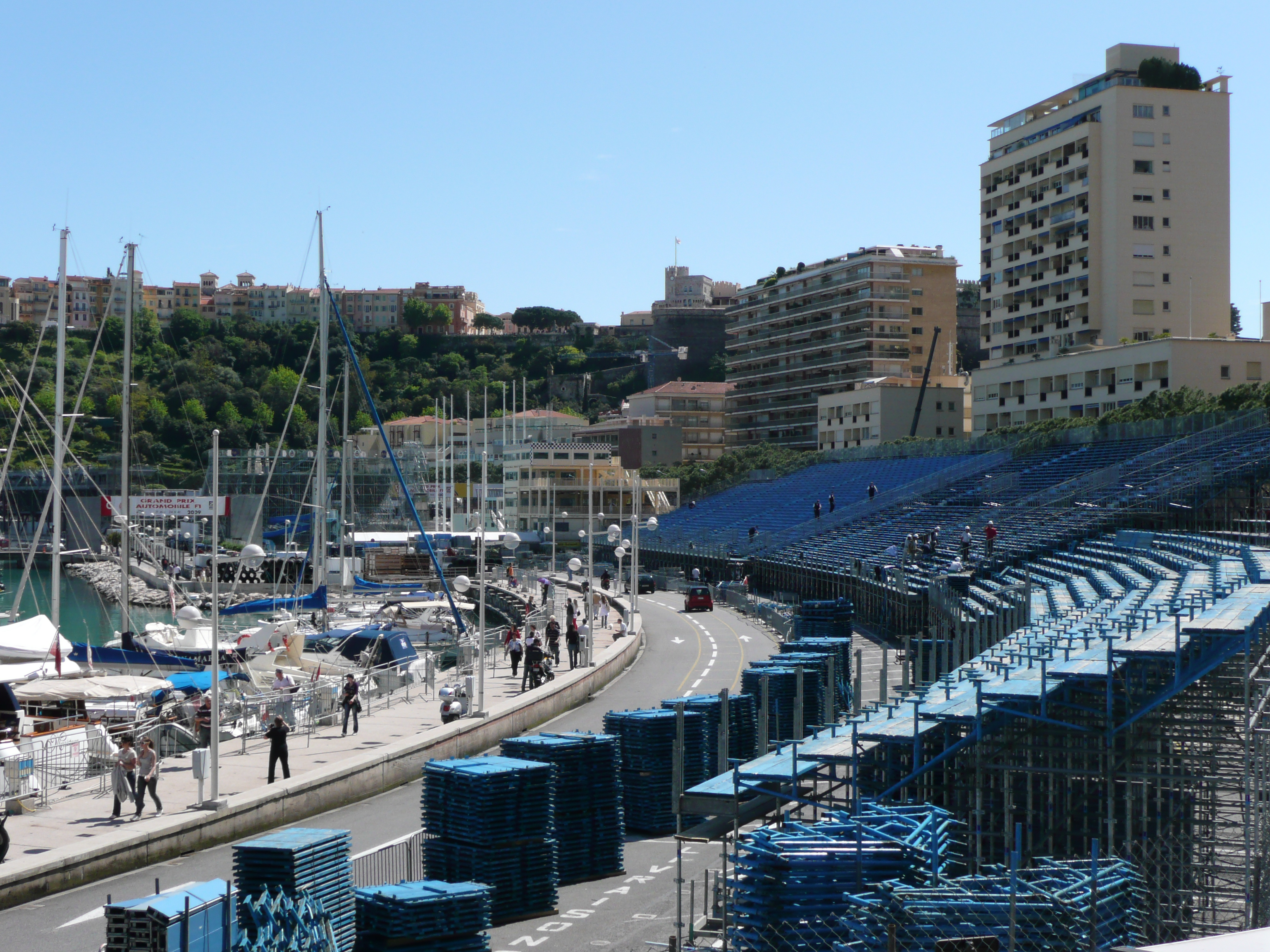
A lelátók építése a 2009-es versenyre

Az első három helyezett versenyzőnek nem a parc fermébe, hanem a díjátadó ünnepség helyszínére, a rajtrács elejére kell leparkolnia autóját. A miniállamban nem építenek dobogót a versenyekre, egy lépcsőre áll fel az első három helyezett a versenyek után (2016-tól építtetnek dobogót). A díjakat az aktuális monacói uralkodó adja át (eddig II. Lajos, III. Rainier és II. Albert).
A többi nagydíjjal ellentétben itt péntek helyett csütörtökön van az első tesztnap, pénteken szünnap van.
Az 1990-es évek végéig a futamok helyi idő szerint 15:30-kor, másfél órával később kezdődtek, mint a többi európai versenyek. Régebben áldozócsütörtök hetén tartották a monacói nagydíjakat.
A szűk monacói pályán a legkisebbek a rajtkockák, 1975-ben mindössze 18 autó rajtolhatott el a versenyen, míg más futamokon az évadban 23–26 autó is részt vehetett.
A monacói az egyik legtöbbször megrendezett verseny, 2008-ig ötvenötször rendezték meg a Formula–1-ben.
Itt folyik be az egyik legnagyobb pályahirdetési bevétel a szponzoroktól.
Nelson Piquet ezt mondta: „Monacóban olyan versenyezni, mint helikopterrel a nappaliban repülni“.
Összesen négy monacói származású versenyző vett részt a Formula–1-ben: Louis Chiron, André Testut, Olivier Beretta és Charles Leclerc, azonban kedvező adózási rendszere miatt sok Formula–1-es versenyző választotta otthonául a miniállamot, köztük Ayrton Senna és Gilles Villeneuve is.

## Története

### A kezdetek (1929–1949)

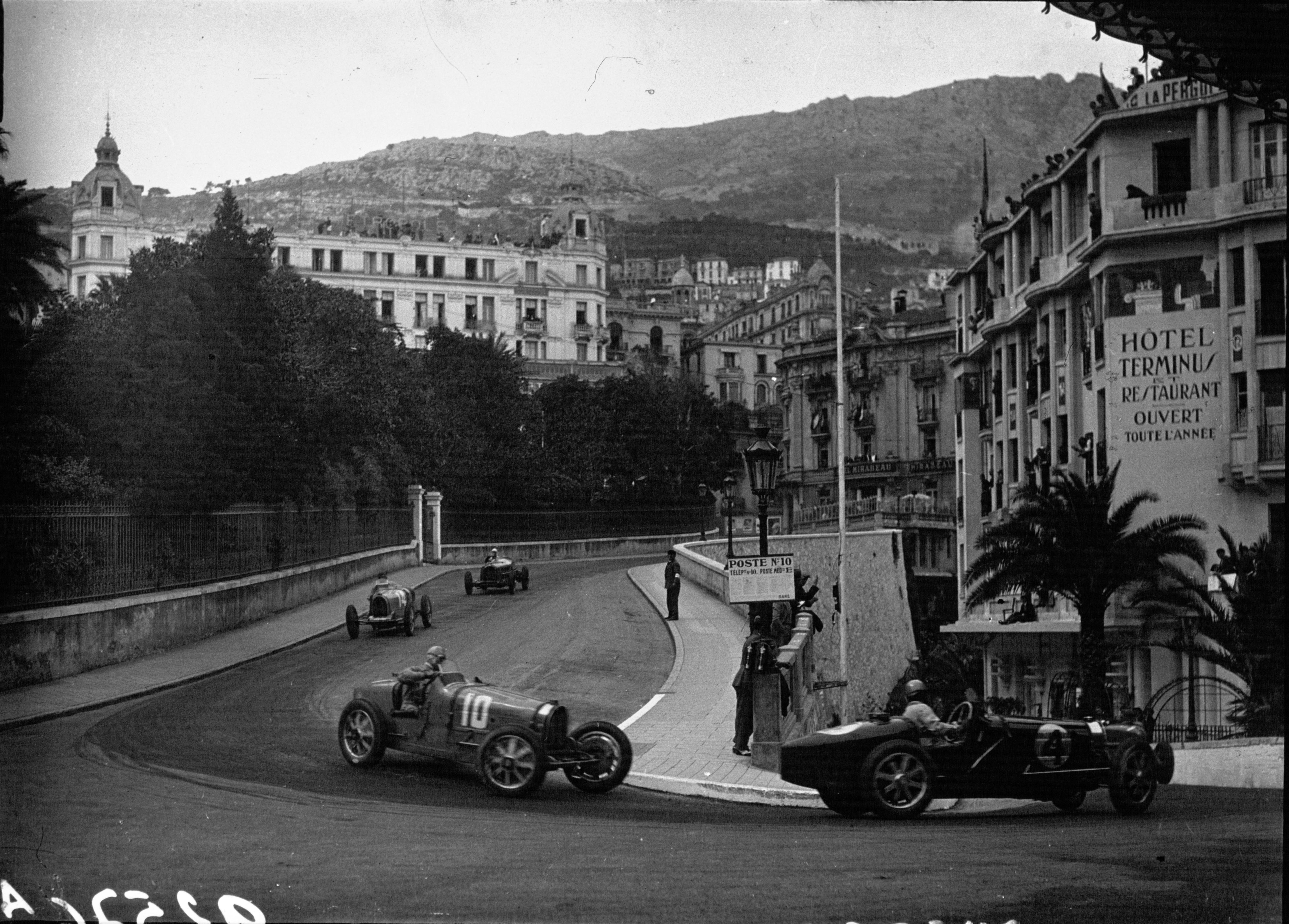
Az 1932-es verseny

Több európai ország versenyéhez hasonlóan a monacói nagydíj is a jelenlegi Formula–1 világbajnokság részét képezi. A hercegség autóversenyzésének alapjait a gazdag dohánygyáros Noghès család tette le, akik jó kapcsolatban álltak az uralkodó Grimaldi-házzal. 1909-ben Alexandre Noghès lett a Monacói Kerékpár- és Automobil Sportegyesület (Sport Automobile et Vélocipédique de Monaco) elnöke, aki hamarosan felvetette az 1911-ben megvalósult, és azóta minden évben megrendezésre kerülő Monte-Carlo-rali ötletét. Az egyesület 1925-ben Monacói Automobil Klubra (Automobile Club de Monaco) változtatta a nevét, majd három évvel később Noghès fia, Anthony azt javasolta, hogy Monaco rendezzen nagydíjat. Az ötletet II. Lajos herceg is lelkesen fogadta, így 1929. április 14-én elrajtolhatott az első monacói nagydíj, amelynek ezerfrankos jutalmát a tizenhat induló közül az angol William Grover-Williams nyerte meg egy Bugatti T35B-vel.
A monacói Louis Chiron nem vett részt a versenyen, mivel az indianapolisi 500-on indult, a következő évben azonban második, majd 1931-ben első lett egy Bugattival. A verseny hírneve, jelentősége gyorsan nőtt, 1933-ban már a Grandes Épreuves megkülönböztetésű versenyek közé tartozott, amelyek akkoriban a legfontosabbak voltak. Ilyen volt 1933-ban a francia, a belga, az olasz és a spanyol nagydíj. Az 1933-as verseny volt az első, ahol rajtpozíciókat (mint ma is) a edzéseken futott idők alapján döntötték el. 1936-ban és 1937-ben a nagydíj az új európai világbajnokság része volt, mindkettőn a Mercedes-Benzek győztek. 1945-ig, a második világháború végéig Európában nem rendeztek versenyeket.
A háború előtt William Grover-Williams, René Dreyfus, Louis Chiron, Tazio Nuvolari, Achille Varzi, Guy Moll, Luigi Fagioli, Rudolf Caracciola és Manfred von Brauchitsch nyert egy alkalommal monacói nagydíjat.
1948-ban rendeztek újból monacói nagydíjat, amelyet a későbbi világbajnok Giuseppe Farina nyert meg egy Maserati 4CLT-vel. Bár az 1949-es versenyt törölték II. Lajos herceg halála miatt, az 1950-ben induló Formula–1 világbajnokságban azonban már helyet kapott.

### A Formula–1-ben

#### 1950–1959
Az első Formula–1-es világbajnokságba tartozó monacói versenyt végig Juan Manuel Fangio uralta, akinek ez volt az első futamgyőzelme az Alfa Romeóval. Mindjárt az első körben egy, a kikötőből érkező hullám elárasztotta a Tabac-kanyart, ami nagy balesetet okozott. Ennek következtében kilencen estek ki, köztük a második helyről induló Nino Farina is. Fangiónak sikerült elmenekülnie a káoszból. Senki nem sérült meg, de a tömegkarambol következtében az argentin José Froilán González megrongálódott Maseratija kigyulladt és a második körben összetörött. Ő maga kisebb égési sérüléseket szenvedett. Technikai problémák következtében Philippe Étancelin és Luigi Villoresi is kiesett, és így csak heten tudták befejezni a nagydíjat, mindannyian körhátránnyal. A monacói Louis Chiron harmadik lett. 1951-ben és 1952-ben Formula–2-es szabályok alatt futották a Formula–1-es világbajnokságot, a monacói nagydíjat ekkor sportautó szabályok alatt rendezték, és nem volt része a bajnokságnak.
A nagydíj 1955-ben visszakerült a Formula–1-be. A pole pozícióból induló Fangio, valamint Stirling Moss meggyőző fölénnyel uralták a mezőnyt, amíg mindketten a motor meghibásodása következtében ki nem estek. Moss a 81. körben kényszerült feladni a küzdelmet, így Alberto Ascari átvette a vezetést, ezt a kört azonban ő sem tudta befejezni. Az alagútból kiérkezvén elvesztette uralmát a Lancia felett, és a tengerbe zuhant. A matrózok gyorsan az olasz segítségére igyekeztek, amelynek köszönhetően néhány karcolással megúszta a balesetet, legalábbis Ascari nem panaszkodott. A futamot a francia Maurice Trintignant nyerte egy Ferrarival.
Ascari négy nappal a balesete után Monzában tesztelt egy sportautót. Autója felborult, és Ascari ezt a balesetet már nem élte túl.

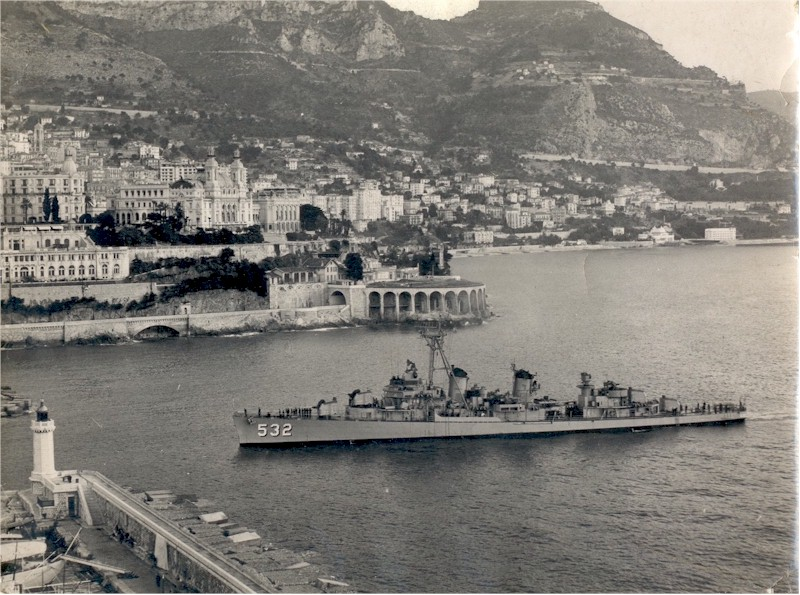
Monaco látképe 1956-ban, a hajó mögött a régi alagút látható

Az 1956-os versenyen a győzelmet a Maserati 250F volánjánál ülő Stirling Moss szerezte meg, aki az első körtől a verseny végéig vezette a versenyt. Fangio Lancia-Ferrarijának hátsó kereke a 32. körben a Sainte-Devote kanyarban nekiütközött a falnak, és megsérült. Az argentin autójával Eugenio Castellotti, míg Fangio Peter Collins D50-esével folytatta a versenyt, s végül második lett.
1957-ben a pole pozíciós Fangio a negyedik körig Moss és Collins mögött autózott, amikor az alagút utáni sikánnál baleset történt. Fangio sikereresen elkerülte a balesetet, és innentől, végig vezetve a mezőnyt, győzött. Jack Brabham a századik körben a harmadik helyen autózott, de ekkor a benzinpumpa meghibásodása miatt megállt az autója. Brabham a hatodik helyen áttolta a célvonalon autóját, amivel hatodik lett.
Az 1958-as futamon mutatkozott be a Lotus csapat Graham Hill és Cliff Allison versenyzőkkel. A versenyt a 27. körig Jean Behra vezette, utána a pole pozíciós Mike Hawthorn és Stirling Moss haladt az élen. Mindketten technikai probléma miatt kiestek, és Maurice Trintignant nyerte a futamot Rob Walker Cooper-Climaxával.
Az 1959-es évad első futamát rendezték Monte Carlóban, amelyen Brabham megszerezte pályafutása első győzelmét a Formula–1-ben. Stirling Moss egyperces előnnyel uralta a mezőnyt, amikor tizennyolc körrel a futam vége előtt motorhiba miatt autója megállt. Brabham a verseny alatt égési sérüléseket szenvedett, mivel a csővezetékek a pilótafülkét és a pedálokat is felforrósították, emiatt lábán hólyagok keletkeztek.

#### 1960–1969
1960-ban az első rajtkockát Stirling Moss szerezte meg Rob Walker Lotus 18-asával Jack Brabham előtt. A rajtnál Jo Bonnier és Brabham is megelőzte Mosst. Amikor az eső után kezdett felszáradni a pálya, Brabham a vezető pozícióból csúszott ki, és a falnak ütközött a Saint Devote-kanyarban. Bonnier autójának eltörött a felfüggesztése, így Moss győzött, Bruce McLaren pedig második lett. A célvonalon mindössze négyen értek át.

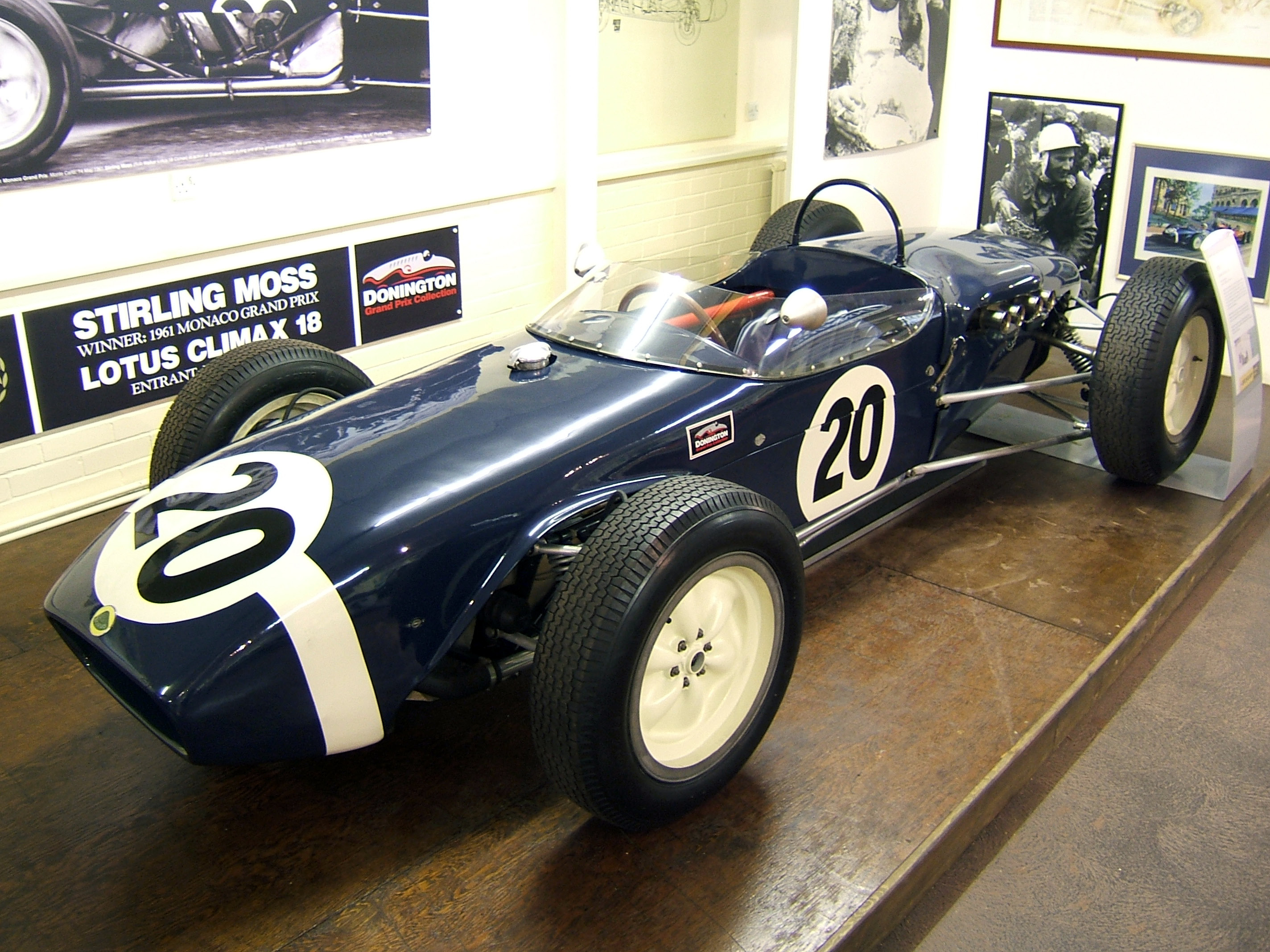
Az 1961-es versenyt megnyerő Stirling Moss győztes autója

1961-ben Monacóban rendezték az évadnyitó futamot, Moss indult a pole-ból. A Ferrari versenyzői, Richie Ginther, Phil Hill és Wolfgang von Trips nem tudták megelőzni Rob Walker Lotusát. A százkörös versenyt Mosst nyerte, 3,6 másodperc előnnyel. Ginther és Moss azonos idejű leggyorsabb kört futott a 84. és a 85. körben.
1962-ben a pole-ból Jim Clark, a második helyről Graham Hill indult. Az első kör végén Maurice Trintignant, Dan Gurney és Richie Ginther összeütközött, a baleset következtében egy pályabíró meghalt. Clark és Hill is kiesett, a versenyt a harmadik helyről induló Bruce McLaren nyerte, Phil Hill és Lorenzo Bandini előtt.
Az 1963-as évadnyitó monacói futamot Graham Hill nyerte a BRM-mel. A pole pozíciós Jim Clark a 79. körig vezetett, amikor a váltó meghibásodott, és feladni kényszerült a versenyt. Ginther második, McLaren harmadik lett.
1964-ben az első helyről induló Clark motorhibával, Dan Gurney váltóhibával állt ki. Ismét Graham Hill győzött a harmadik helyről indulva.

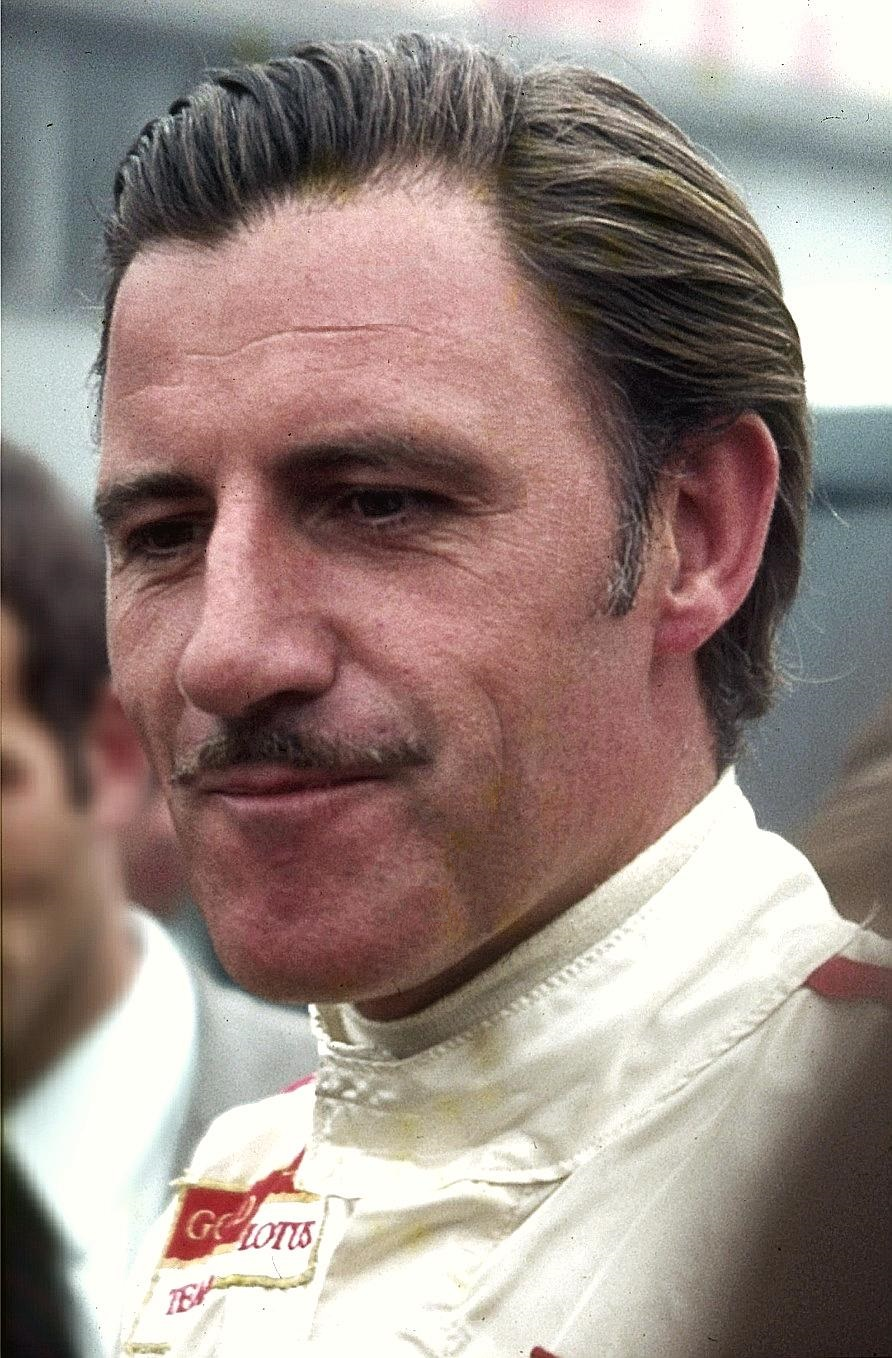
Graham Hill, becenevén „Mr. Monaco” ötször nyert Monacóban

Az 1965-ös monacói nagydíjon nem vett részt Gurney és Clark, mivel az ekkor megrendezésre kerülő indianapolisi 500-on indultak (Clark meg is nyerte). A verseny korai szakaszában két BRM (Hill és Jackie Stewart) állt az élen. A 25. körben Hill, majd Stewart is visszaesett az ötödik és a negyedik helyre. Brabham ekkor átvette a vezetést, de motorhiba miatt kiesett. Hill az elsőre, Stewart a harmadik helyre ért fel a verseny végéig. Lorenzo Bandini második lett. A versenyen Paul Hawkins Lotuszával beesett a tengerbe, de a versenyző sérülés nélkül megúszta a balesetet.
Az 1966-os szezonnyitó monacói nagydíj volt a McLaren csapat első versenye. A futamot a 14. körig John Surtees vezette, amíg autója differenciálműve el nem tört. Ezután Jackie Stewart állt az élre, és győzött Bandini, valamint Hill előtt. A pole pozíciós Clark felfüggesztési hiba miatt kiesett.
Az 1967-es versenynek már az első körében kiesett Jack Brabham, a vezetést Lorenzo Bandini vette át. Az olaszt a később kieső Stewart és a versenyt megnyerő Denny Hulme is megelőzte. A rendezők úgy próbálták megakadályozni a versenyzők tengerbe zuhanását, hogy a szalmakupacok mögé fakorlátot helyeztek el. A 82. körben Bandini megcsúszott, és nagy erővel nekicsapódott a korlátnak. Ferrarija lángra lobbant, segítségére túl későn érkeztek. A versenyző testének 70 százaléka megégett, sérüléseibe pedig három nap múlva belehalt. Elhunyta után komoly biztonsági intézkedéseket hoztak a sportágban.
1968-ra a verseny hosszát a korábbi százról nyolcvan körösre csökkentették Bandini balesete miatt. Szintén ezen okból a Ferrari versenyzői a futamon nem vettek részt.
A versenyt Graham Hill dominálta, aki a pole-ból indulva győzött. Richard Attwood második lett 2,2 másodperccel Hill mögött. A futamon mindössze öten értek célba.
1969-ben Stewarté lett a pole Chris Amon előtt. A versenyen Beltoise-t a negyedik helyről induló Hill megelőzte, és a harmadik helyre jött fel. Amon a 16. körben a differenciálmű, Stewart a 22. körben a féltengely meghibásodása miatt esett ki, így Hill megszerezte pályafutása ötödik monacói győzelmét. A második helyért Jacky Ickx és Piers Courage harcolt a brit mögött a 49. körig, amikor Ickx a felfüggesztés hibája miatt kényszerült kiállni, így Jo Siffert lett a harmadik.

#### 1970–1979

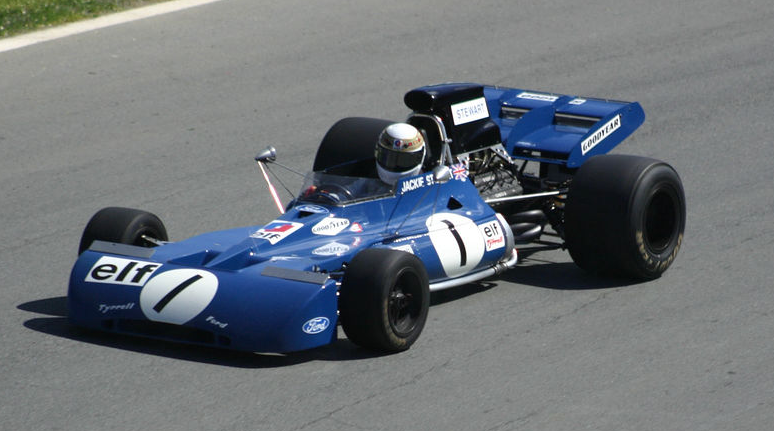
Az 1971-es Tyrrell 003, amellyel Stewart megnyerte a monacói nagydíjat

1970-ben itt debütált Ronnie Peterson. Az első rajtkockába Stewart kvalifikálta magát, aki az 57. körben motorhiba miatt kiállt. Mellette Ickx, Amon és Bruce McLaren is kiesett. A 62. körben Brabham kilenc másodperces előnnyel vezetett Jochen Rindt előtt. Rindt a verseny végéig teljesen ledolgozta hátrányát, Jack Brabham pedig az utolsó kör utolsó kanyarjában kicsúszott, az osztráknak adva a győzelmet.
1971-ben a pole Stewarté lett, az ötszörös monacói győztes Hill a második körben vezetői hiba miatt kiesett. Stewart nagy előnnyel győzött, Peterson a hatodik helyről indulva másodikként végzett. Ickx harmadik, Hulme negyedik, Emerson Fittipaldi ötödik lett.
Az esős 1972-es futamon a nyolcadik helyről induló Stewart kétszer is megpördült, a győzelem a negyedik helyről rajtoló Jean-Pierre Beltoise-é lett, aki a BRM utolsó futamgyőzelmét szerezte. Jacky Ickx második, a pole pozíciós Fittipaldi harmadik, Stewart negyedik lett.
1973-ra átépítették a pálya néhány kanyarját, és a régi alagút helyére egy hosszabbat építettek.
Stewart a pole pozícióból nyerte meg a versenyt a két Lotus, Emerson Fittipaldi és Ronnie Peterson előtt.
1974-ben a két Ferrarié, Niki Laudáé és Clay Regazzonié lett az első két rajthely, és vezették a versenyt. Regazzoni az élen autózva a Rascasse kanyarban hibázott, és több pozíciót veszített. Peterson Reutemannal való ütközése után a hatodik helyről a vezető Lauda mögé küzdötte fel magát. Az osztrák gyújtásprobléma miatt a 32. körben kiesett, így Peterson nyerte a 78 körös versenyt. Jody Scheckter második, Jean-Pierre Jarier harmadik lett.
Az 1975-ös verseny nedves körülmények között kezdődött, de a pálya a verseny végére felszáradt. Lauda szerezte meg a pole-t Tom Pryce előtt. A harmadik helyről induló Jarier az első körben a falnak ment, és kiesett. Mellette Mario Andretti, Regazzoni, Alan Jones és James Hunt is kiesett. Az utolsó körökben a vezető Lauda olajnyomása csökkenni kezdett, a második Fittipaldi megközelítette, de megelőzni már nem tudta. A kétórás limit-idő miatt a 75. körben leintették a futamot. José Carlos Pace lett a harmadik.

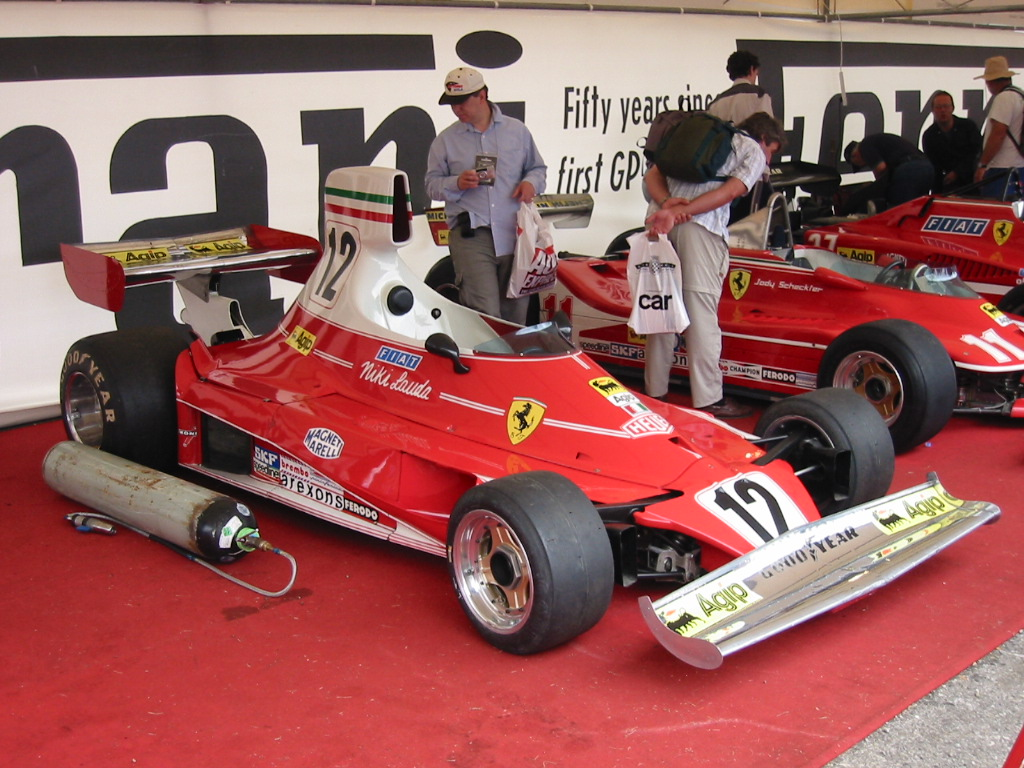
Lauda a Ferrari 312T-vel győzött 1975-ben

1976-ban az 1974-eshez hasonlóan ismét Ferrari-első sor lett az időmérő edzés végeredménye. A James Hunt autójából kifolyó olajon (a 24. körben esett ki) Regazzoni és Peterson is megpördült, ennek következtében a két hatkerekű Tyrrell, Depailler és Scheckter került a második és a harmadik helyre. A 64. körben Regazzoni visszaelőzte a harmadik Depailler-t, de tíz kör múlva a ferraris hibázott, és kiesett, így a Tyrrell visszavette a harmadik helyet. A versenyt Lauda nyerte Scheckter és Patrick Depailler előtt.
1977-ben itt debütált az Formula–1-ben Riccardo Patrese. A pole a brabhames John Watsoné lett. A Wolffal versenyző Scheckter jól rajtolt, és a második helyről az élre állt. Vezető pozícióját a verseny végéig megőrizte. Watson a 48. körig autózott a második helyen, amikor váltóprobléma miatt kiesett. Scheckter mögött a két Ferrari végzett, Lauda második, Reutemann harmadik lett.
Az 1978-as időmérőt Reutemann nyerte a két Brabham-Alfa Romeo, John Watson és Niki Lauda előtt. A rajtnál Watson állt az élre, a második helyre Depailler ért fel. A sikánnál Lauda és Reutemann összeért, Hunt autója is megsérült, így neki és Reutemann-nak ki kellett állnia a boxba. A 38. körben Watson elhagyta a pályát, és csak Depailler és Lauda mögé ért vissza, a verseny végére Scheckter mögé, a negyedik helyre esett vissza. Patrick Depailler hatvankilenc futam után első győzelmét ünnepelhette.
1979-ben Scheckteré lett a pole Gilles Villeneuve előtt. A dél-afrikai megtartotta a vezetést a rajt után, míg Lauda megelőzte Vileneuve-öt, de a kanadai később visszavette a pozícióját. A 16. körben Didier Pironi hátulról belement Jacques Laffite Ligier-jébe, de folytatni tudta a versenyt. A 22. körben Pironi Laudával ütközött, ezúttal mindketten kiestek. Jarier, Jones, Villeneuve és Laffite kiesése, valamint Jochen Mass lelassulása után Clay Regazzoni (Williams) a második pozícióba került. A verseny végén látványosan harcolt a győzelemért, de a végig vezető Scheckter nyert. Reutemann harmadik lett, miután Depailler motorja tönkrement a futam végén.

#### 1980–1989
1980-ban az időmérő edzésen Didier Pironi volt a leggyorsabb, mögötte Reutemann és Alan Jones végzett. A rajtnál a középmezőnyben nagy baleset történt: Derek Daly belerohant Bruno Giacomelli Alfa Romeójába, de megsérült Alain Prost, Jarier és Jan Lammers autója is. Jones eközben megelőzte Reutemannt, ám a 24. körben technikai hiba miatt kiesett. Ekkor elkezdett esni az eső, Pironi pedig az 55. körben sebességváltójának hibája miatt balesetezett a Kaszinónál. Depailler motorhibával állt ki, így Reutemann győzött a Williamsszel, a második Jacques Laffite, a harmadik Nelson Piquet lett.

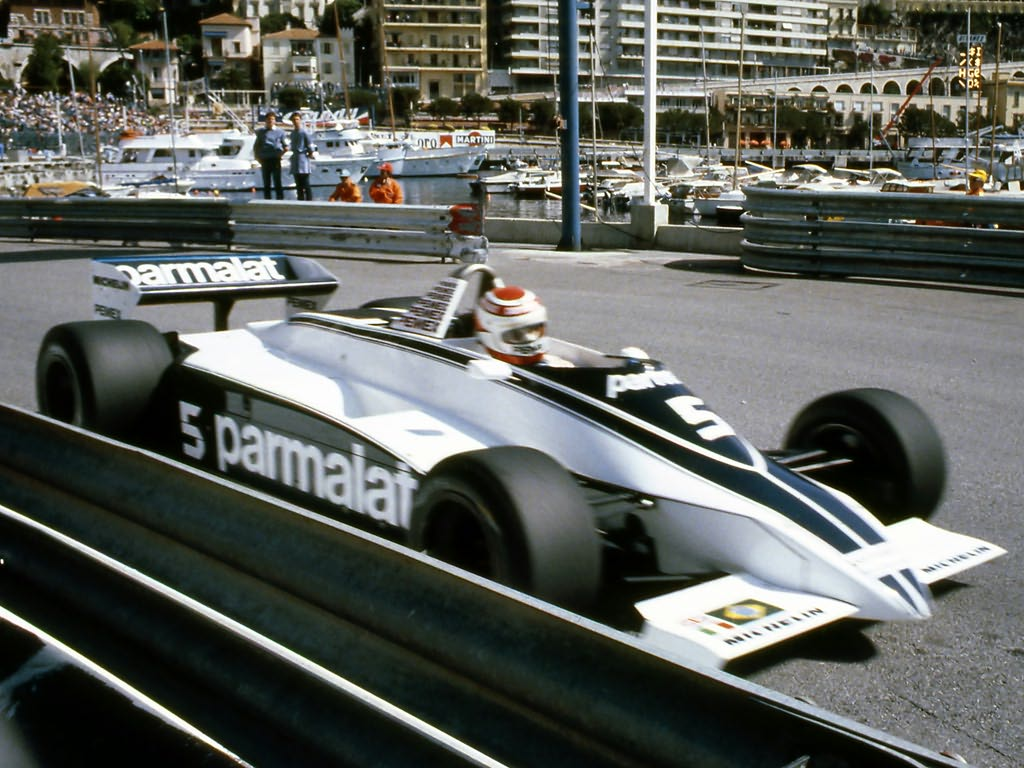
Nelson Piquet 1981-ben

1981-ben az első rajtkocka Piquet-é lett, Villeneuve második, a Lotusszal versenyző Nigel Mansell harmadik lett. A rajt után Andrea de Cesaris és Mario Andretti összeütközött, az élmezőnyben nem történt változás. Mansell a 16. körben a hátsó felfüggesztés miatt, majd Reutemann váltóhiba miatt esett ki. Alan Jones ezután felzárkózott az élen haladó Piquet és Villeneuve mögé. Az 53. körben a brazil a korlátnak ment, így számára véget ért a verseny. Jones ekkor az élre állt. A 67. körben az ausztrál versenyző a boxba hajtott technikai probléma miatt, és bár Villeneuve elé tudott visszajönni, a kanadai három körrel a futam leintése után megelőzte, és megnyerte a versenyt. Jones második, Laffite harmadik lett.
1982-ben René Arnoux szerezte meg a pole-t Riccardo Patrese előtt. Őket Giacomelli, Prost és Pironi követte. Prost felzárkózott Patrese mögé, majd megelőzte. Giacomelli az 5. körben technikai hiba miatt kiesett, ekkor Prost már második volt. A 15. körben a vezető Arnoux kicsúszott, így ő is kiállni kényszerült. Prost átvette a vezetést. A verseny végén elkezdett esni, aminek következtében a francia a 74. körben a sikán után a korlátnak ütközött, és kiesett. Ekkor Patrese vette át a vezetést, de egy körrel később a Loews-kanyar előtt kicsúszott. A pályabírók visszatolták az olaszt, mivel autója nagyon veszélyes pozícióban állt. Patrese így folytatni tudta a versenyt, majd a vezető Pironi egyre lassult, míg végül az utolsó körben ki nem fogyott Ferrariából az üzemanyag. Ugyanez történt nem sokkal előtte Andrea de Cesaris-szal is. Patrese így győzött, az olasz nem is tudta, hogy learatta első futamgyőzelmét. Pironit másodikként, Cesarist harmadikként klasszifikálták. Ez volt az a verseny, amit Murray Walker úgy aposztrofált: „a verseny, amit senki sem akart megnyerni”.
1983-ban Prost győzött az időmérő edzésen Arnoux és Eddie Cheever előtt. A rajtnál a pálya még nedves volt, de a slick gumival induló Keke Rosberg Prost mögé, a második pozícióba jött fel. Amikor a pálya felszáradt, mindenki kiállt a boxba, aki esőgumival rajtolt. Ekkor Rosberg átvette a vezetést, és megnyerte a futamot. Piquet második, Prost harmadik lett.
Az 1984-es monacói nagydíj esőverseny volt. A pole pozíciós Prostot a 9. körben Nigel Mansell megelőzte, de öt körrel később kicsúszott, és ismét a francia vette át a vezetést. A 13. helyről induló Ayrton Senna eközben a Tolemannal sorra előzte meg az előtte haladókat, s gyorsan dolgozta le hátrányát Prosttal szemben. A 20. körben még 33,8 másodperc volt köztük a különbség, tizenegy kör múlva pedig már csak 7,4 másodperc.
A versenyigazgató Jacky Ickx a 33. körben leintette a futamot a heves eső miatt. A versenyzők sorrendjét a szabályok alapján a két körrel korábbi állás határozta meg, és mindenki pontjainak a felét kapta csak meg. Prost és Senna mögött Arnoux, Keke Rosberg, de Angelis és Alboreto szerzett pontot. A döntést sokan kritizálták a verseny után.
1985-ben a pole a lotuszos Sennáé lett, Nigel Mansell Williams-Hondája előtt. Senna a 16. körig vezetett, amikor motorhibával feladni kényszerült a versenyt. Öt körig ezután a ferraris Alboreto állt az élen. Riccardo Patrese és Nelson Piquet nagy balesetben kiesett a Ste Devote kanyar előtt. A pályára olaj került, amin Alboreto megcsúszott, és a vezető Prost (aki végül győzött) mögé tudott csak visszatérni. Az olasz ezt követően defektet kapott, ezért ki kellett állnia a boxba új gumiért. A negyedik helyről a verseny végéig a másodikra ért fel, de Angelis és de Cesaris megelőzésével.

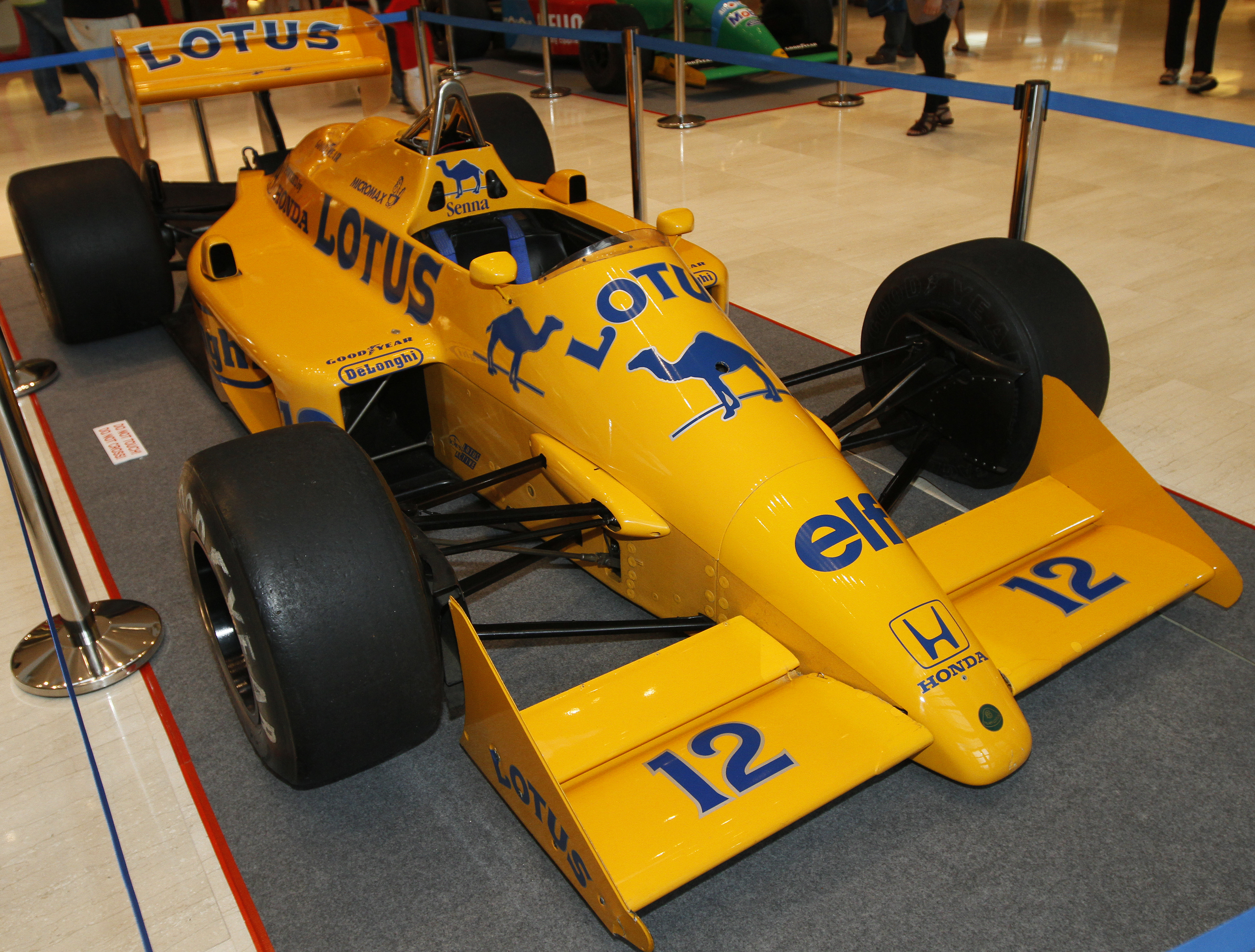
Senna első monacói győzelmét a Lotus 99T-vel szerezte 1987-ben

1986-ban az alagút utáni gyors sikánt átépítették, lelassították. Ez évben Alain Prost (McLaren-TAG) szerezte meg a pole-t Mansell és Senna előtt. A rajt balesetmentes volt, az első tíz induló sorrendje nem változott. Rosberg az első boxkiállások után a kilencedik helyről a második pozícióba ért fel, és meg is tartotta azt. Alboreto a turbó meghibásodása miatt kiesett. A mezőny hátsó részében Martin Brundle és Patrick Tambay nagyot balesetezett a Mirabeau-kanyarban. A verseny végéig az élmezőny sorrendje nem változott, Prost győzött csapattársa, Rosberg, valamint Senna és Mansell előtt.
1987-ben a pole pozíciós Mansell megtartotta első helyét a rajt után a második Sennával és a harmadik Piquet-vel szemben. A 29. körig változatlan volt az élen autózók sorrendje, amikor Mansell lelassult, majd kiesett a turbó meghibásodása miatt. Senna így az élre állt és győzött, Piquet a második, Prost a harmadik helyre jött fel. Alain Prost a 75. körben motorhiba miatt feladni kényszerült a versenyt, így végül Alboreto végzett a harmadik helyen.
1988-ban Senna szerezte meg a pole-t csapattársa, Alain Prost, illetve Gerhard Berger és Alboreto előtt. Berger a rajtnál megelőzte a váltóproblémával küzdő Prostot, aki csak az 54. körben tudta visszaelőzni a Ferrarit. Prost ekkor közel 50 másodperccel Senna mögött volt. A vezető brazil azonban a 67. körben hibázott: a Portier kanyarban a korlátnak ütközött, és kiesett. Prost győzött Berger és Alboreto előtt.
1989-ben ismét McLaren első sor született: Senna rajtolt az első helyről Prost előtt. Őket Boutsen és Brundle követte. A rajt után Senna vezetett Prost, Boutsen és Mansell előtt. A két McLaren fölényesen uralta a futamot, Senna győzelmét senki sem veszélyeztette, Prost 52 másodperccel lemaradva második lett. Thierry Boutsen a harmadik helyről folyamatosan esett vissza, Mansell pedig váltóproblémák miatt kiesett. De Cesaris a 33. körben összeütközött Piquet-vel a szűk Loews-kanyarban, és hosszú időre megállította a mögöttük haladó forgalmat. A negyedik Stefano Modena (Brabham-Judd) Martin Brundle boxkiállása után végül a harmadik helyre lépett előre.

#### 1990–1999

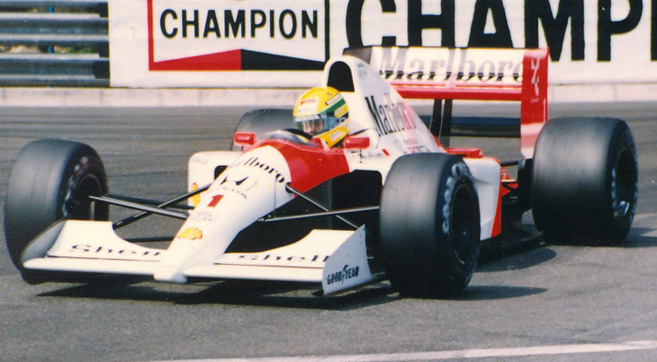
Ayrton Senna 1991-ben

1990-ben Sennáé lett a pole Alain Prost Ferrarija és Jean Alesi Tyrrellje előtt. Az első körben Prost összeütközött Bergerrel, és eltorlaszolták a pályát, emiatt megszakították a versenyt. A második rajt után is megmaradt az élen a Senna-Prost-Alesi sorrend. A 30. körben Prost elektronikai probléma miatt kiesett. Később Mansell hátulról nekiment Thierry Boutsen autójának, emiatt ki kellett hajtania a boxba. Senna győzött Alesi, Berger és Boutsen előtt.
1991-ben ismét Senna volt a leggyorsabb az időmérőn, akit nagy meglepetésre Stefano Modena követett a Tyrrellel. Patrese a harmadik, Piquet a negyedik, Mansell az ötödik rajtkockába kvalifikálta magát. A rajtnál Berger Piquet-nek ütközött, és a brazil kiesett, míg az osztrák folytatni tudta, de a mezőny végére csúszott. A 43. körben a második helyen autózó Modena motorja az Alagútban elfüstölt, a mögötte haladó Patrese pedig a falnak csapódott, s mindketten kiestek. Mansell a 63. körben a sikánnál megelőzte a kerékproblémával küszködő Prost Ferrariját. A francia emiatt kiállt kereket cserélni, az ötödik helyre esett vissza. Senna sorozatban harmadik győzelmét szerezte Mansell, Alesi, Moreno és Emanuele Pirro előtt.
1992-ben Mansell, Patrese, Senna és Alesi volt az első négy helyezett az időmérő edzésen. Senna a rajtnál megelőzte Patresét. A vezető Mansell egy kerekéről hét körrel a leintés előtt leesett egy anyacsavar, ezért a brit kiállt a boxba. Mansell Senna mögé tért vissza, de az új gumiknak köszönhetően gyorsan ledolgozta hátrányát. Az utolsó négy körben Sennának sikerült megakadályoznia az előzést a szűk, városi pályán. Senna első alkalommal győzött az évadban a két tizedmásodperc hátrányban célbaérő Mansell előtt. Patrese harmadik, Michael Schumacher negyedik lett.

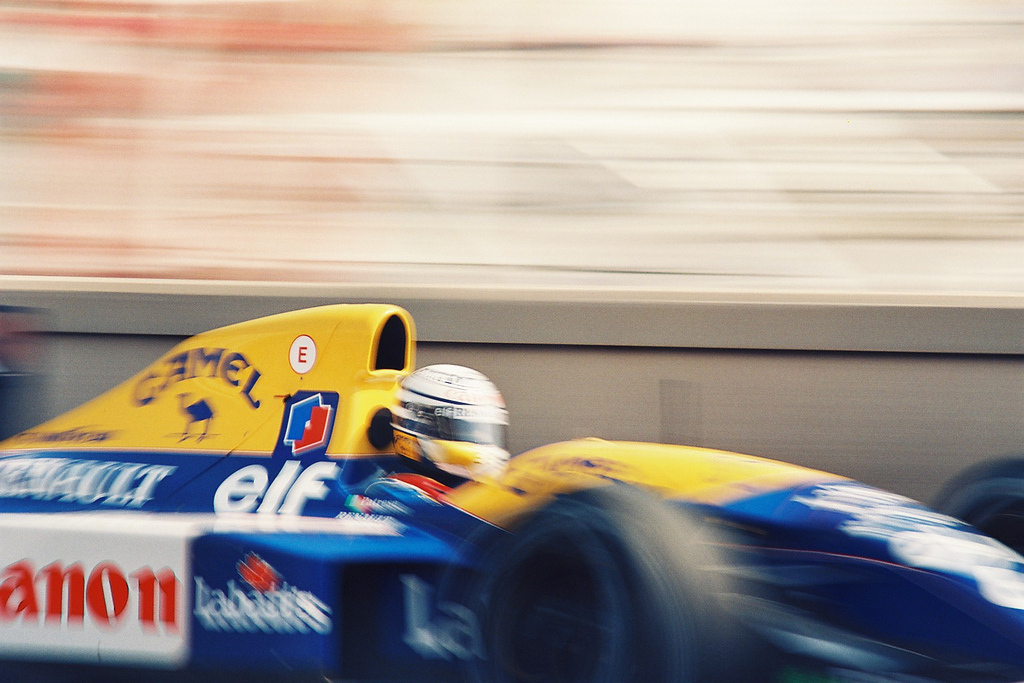
Riccardo Patrese 1992-ben a Williamsszel

1993-ban Alain Prost indulhatott az első helyről, ám a rajtnál való kiugrása miatt 10 másodperces stop and go-büntetést kapott. Az élre ekkor Schumacher állt, de hidraulikai hiba miatt a 32. körben kiesett. A győzelem így Sennáé lett, aki megszerezte hatodik monacói győzelmét. A második Hill, a harmadik Jean Alesi lett.
1994-ben az FIA úgy döntött, hogy a monacói nagydíj rajtrácsának első két pozícióját üresen hagyják, így tisztelegve az előző futamon elhunyt Ayrton Senna és Roland Ratzenberger előtt. Az időmérőn Karl Wendlinger súlyos balesetet szenvedett az alagút utáni sikánnál, és több hónapra kómába esett. A pole Schumacheré lett, a második pozíciót Mika Häkkinen szerezte meg, aki a futam első kanyarjában azonnal ki is esett. A versenyen végig vezető Schumacher mögött Gerhard Berger autózott a második helyen, de kicsúszása után Martin Brundle megelőzte, így harmadik lett.
1995-ben Graham Hill fia, Damon indulhatott a pole-ból. A rajt utáni első kanyarnál David Coulthard összeütközött a két Ferrarival, emiatt újra kellett indítani a versenyt. Hill a második rajt után meg tudta tartani előnyét, de kétkiállásos taktikán volt Schumacherrel szemben, akinek csak egyszer kellett kiállnia szerelőihez. A német 35 másodperc előnnyel nyert Hill és Gerhard Berger előtt.

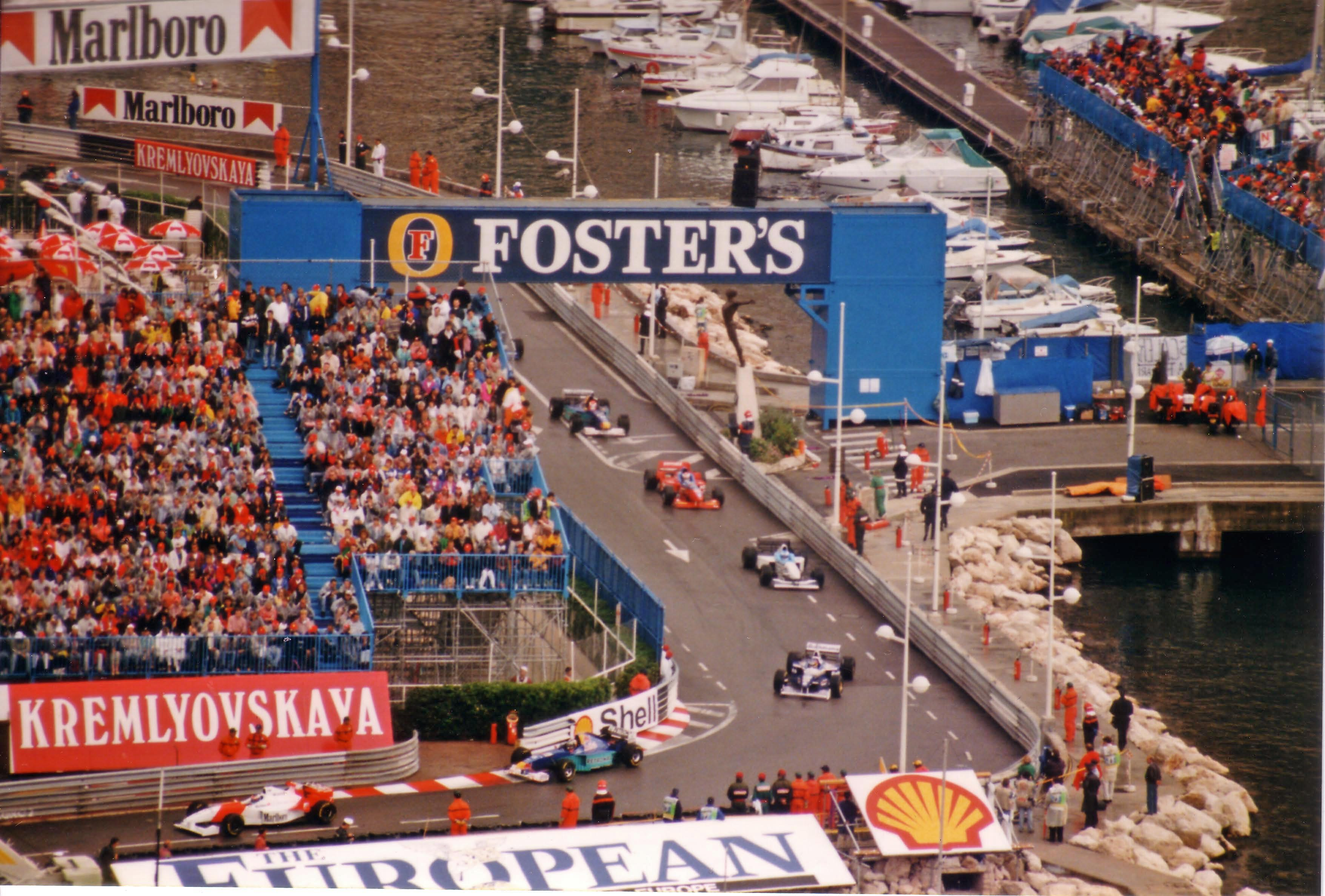
Az 1996-os monacói nagydíj bemelegítő köre

1996-ban a pole pozíciós Michael Schumacher az első körben kipördült a nedves pályán. Ezután sokáig Damon Hill vezette a versenyt, míg a 40. körben motorhiba miatt ki nem esett. Jean Alesi a 60. körben kényszerült kiállni, így a 14. helyről induló Olivier Panis győzött a Ligier-vel. Coulthard második, Johnny Herbert harmadik lett. Mindössze ők hárman értek át a célvonalon, a negyedik Frentzent már a boxban klasszifikálták.
1997-ben itt szerezte első pole pozícióját Schumacher előtt a williamses Frentzen. Schumacher esőgumival rajtolt, míg a Williamsek szárazpályás abroncsokkal. Az eső a versenyen nem állt el, hanem közben erősödött is, így a két Williams hamar hátracsúszott a mezőnyben. Villeneuve a 16. körben kiesett műszaki hiba miatt, Frentzen pedig a 39. körben kipördült. Michael Schumacher magabiztosan, 53 másodperccel nyert Rubens Barrichello Stewartja és csapattársa, Eddie Irvine előtt. Az 1997. évi verseny az eső miatt csak 62 körös volt.
Az 1998-as időmérő edzés legnagyobb meglepetése Giancarlo Fisichella (Benetton-Playlife) volt, aki harmadikként végzett a két McLaren mögött. Häkkinen magabiztosan nyert, míg csapattársa, David Coulthard motorhiba miatt kiesett. Fisichella – egy helyet javítva – második, Irvine pedig harmadik lett. Schumacher, több ütközése miatt, csak a tizedik helyen végzett.
1999-ben Häkkinen az első, Michael Schumacher a második rajtkockát szerezte meg. A német a rajtnál megelőzte vetélytársát, és fölényes győzelmet aratott. A negyedik helyről induló Eddie Irvine is a finn előtt tudott célba érni, mivel Häkkinen megcsúszott egy olajfolton. Ez volt az első kettős Ferrari győzelem a monacói nagydíjon.

#### 2000–2009

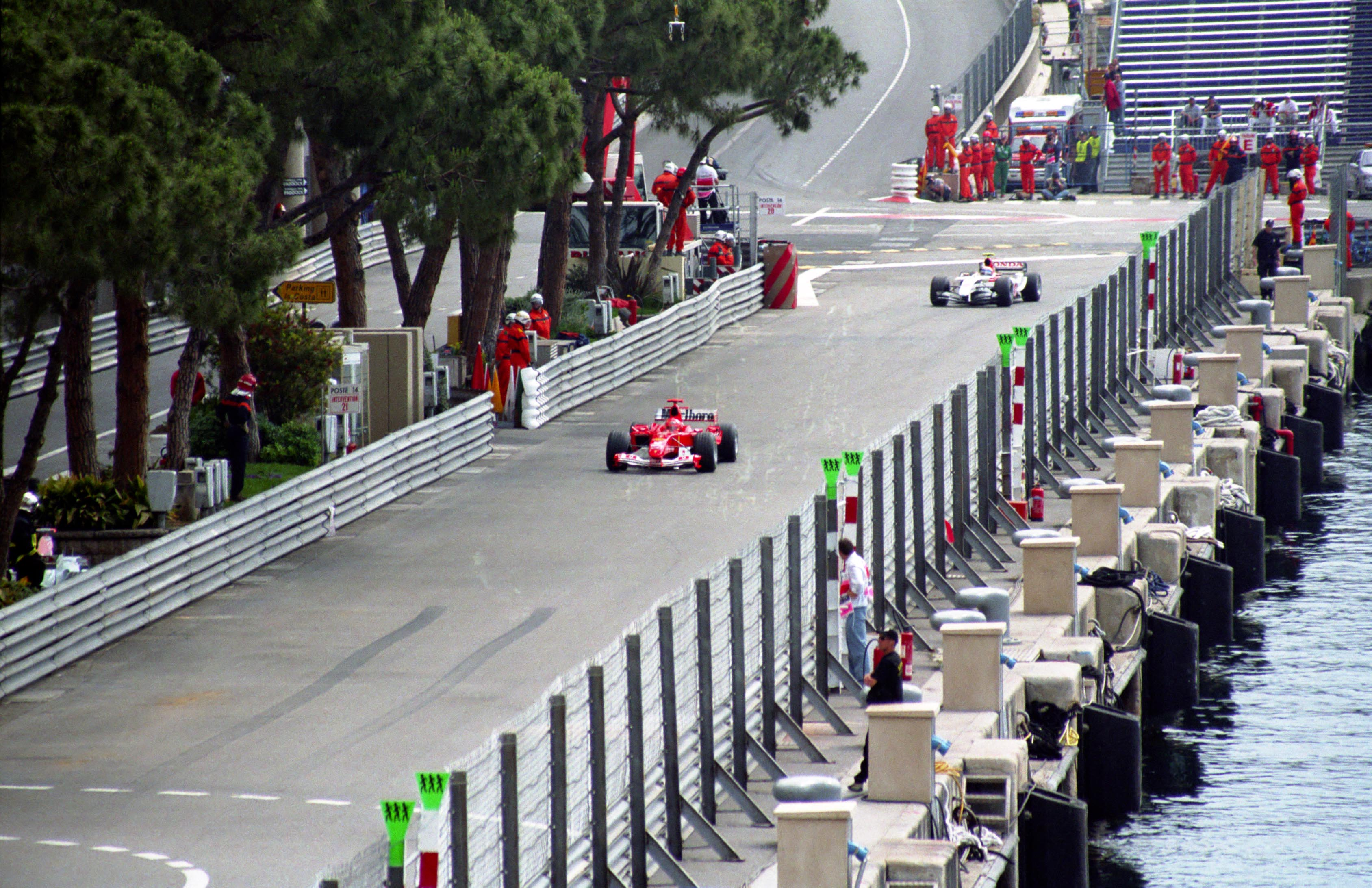
Schumacher és Szató 2004-ben

2000-ben Michael Schumacher szerezte meg a pole-t, a jordanes Jarno Trulli előtt. A versenyt magabiztosan vezető német autójának az 55. körben eltört a bal hátsó kerékfelfüggesztése, így fel kellett adnia a versenyt, Coulthard pedig nyert. Trulli váltóhiba miatt a 37. körben kiesett.
2001-ben az időmérő edzésen Coulthard szerezte meg a pole pozíciót, de a skót a rajtnál beragadt, végül csak ötödik lett. Michael megnyerte a versenyt csapattársa, Barrichello és Eddie Irvine Jaguarja előtt. Häkkinen a 16. körben kiesett műszaki hiba miatt.
A 2002-es időmérőn Juan Pablo Montoya győzött David Coulthard és Schumacher előtt. A rajtnál a skót megelőzte Montoyát, Michael viszont nem tudta megelőzni a kolumbiait, így előbb kihívták boxkiállására. Montoya autója nem sokkal ezután motorhiba miatt leállt. A versenyt Coulthard nyerte Schumacher előtt.
2003-ban Ralf Schumacheré lett a pole Kimi Räikkönen és Montoya előtt. A versenyen Ralfnak gumiprobléma miatt a tervezettnél korábban kellett kiállnia a boxba, így jelentősen visszaesett. Montoya után Räikkönent és Michael Schumachert intette le a kockás zászló.

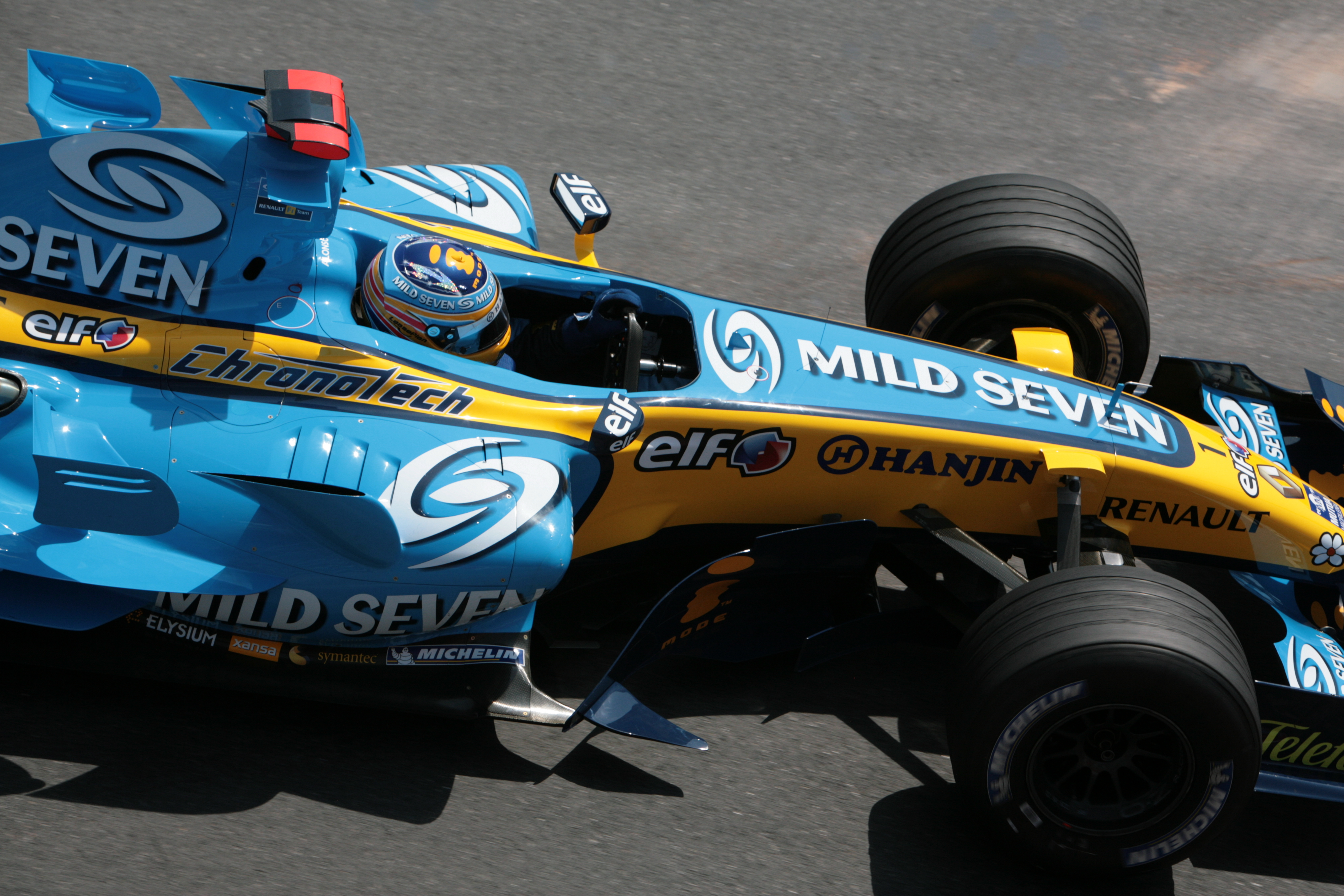
Fernando Alonso 2006-ban

2004-ben az első rajtkockát a Renault-s Jarno Trulli szerezte meg. A másnapi versenyen Olivier Panis Toyotája leragadt a rajtrácson, s emiatt meg kellett ismételni a rajtot. A második rajtnál Szató Takuma nagyon jól kapta el a rajtot, viszont a motorja rakoncátlankodott, így füstölő motorral tartotta fel a mögötte autózókat, míg az erőforrás fel nem mondta a szolgálatot. Giancarlo Fisichella a füstben hátulról beleszaladt az előtte haladó Coulthardba, és mindketten kiestek a versenyből. A 41. körben Fernando Alonso az alagútban megpróbálta lekörözni Ralf Schumachert, de a spanyol megcsúszott, és a korlátnak ütközött. A baleset miatt bejött a biztonsági autó, s ekkor Trulli és Button is kiment a boxba. Az élre Michael Schumacher került. Montoya nagyon közel autózott a Ferrari mögött, és amikor Michael fékezett egyet, hogy gumijait melegítse, a kolumbiai belement a német Ferrarijába, aki feladni kényszerült a futamot. A versenyt a pole-ból induló Trulli nyerte, Jenson Button és Barrichello előtt.
2005-ben Räikkönen pályacsúcsot autózva megszerezte a pole-t Alonso előtt.
A verseny 24. körében Christijan Albers keresztbe állt a pályán, akinek nekiütközött David Coulthard és Michael Schumacher is. A baleset miatt beküldték a biztonsági autót. A két Renault ekkor kiállt tankolni, de számításuk nem vált be, az autók nagy súlya elkoptatta a hátsó gumikat. Fisichella a tizenkettedik, a győzelemért harcoló Alonso a negyedik helyre esett vissza a verseny végére. A két Ferrari a hetedik és a nyolcadik helyen végzett. Räikkönen nyert, míg a két Williams-BMW-t második, illetve harmadikként intették le Nick Heidfeld és Mark Webber sorrendben.

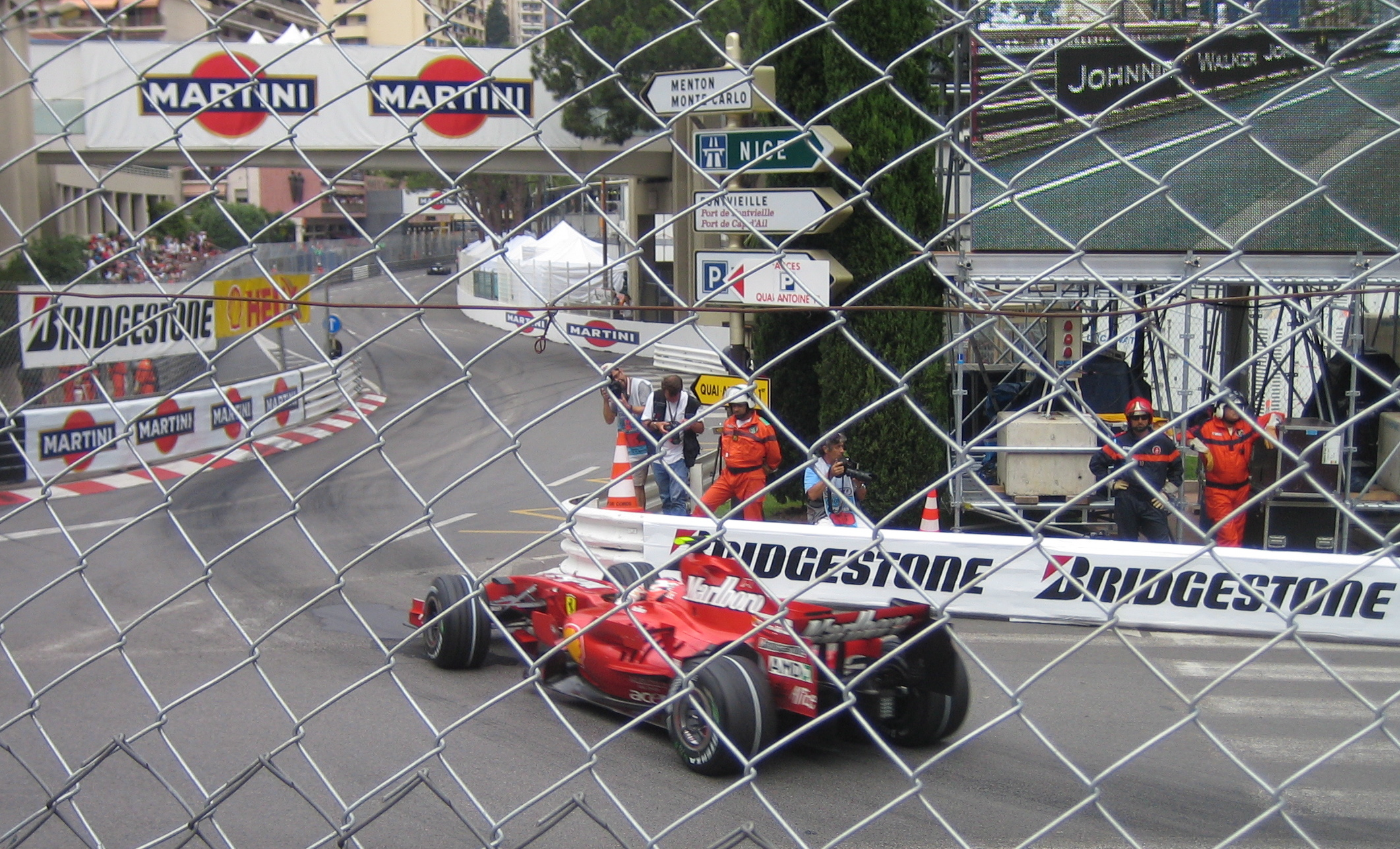
Räikkönen 2007-ben

2006-ban pole pozíciót eredetileg Michael Schumacher szerezte meg Alonso előtt. Idejét azonban az edzés után törölték, mivel bűnösnek találták manőverét a szűk Rascasse-kanyarban, melyben megállt az utolsó időmérő részben, elvéve ezzel a lehetőséget a többi versenyzőtől, hogy jó időt fussanak. Ezért a németnek a futamon a boxutcából kellett rajtolnia. Az első helyet így Fernando Alonso szerezte meg. Az utolsó helyről Massa indulhatott, mivel balesete miatt nem tudott mért időt menni az időmérő edzésen. Alonso az első helyen végzett, Räikkönen és Webber sokáig mögötte volt, azonban mindketten technikai hiba miatt kiestek. A versenyt több biztonsági autós szakasz is színesítette. Alonso mellett Montoya és David Coulthard állhatott dobogóra. Schumacher az ötödik helyre ért fel a szűk városi pályán.
Az egész 2007-es hétvégét a McLarenek uralták, az első rajtkockát Alonso szerezte meg, mögüle Hamilton és Massa indulhatott. Räikkönen az időmérő edzésen a falhoz csapta Ferrariját, amelynek következtében a tizenhatodik helyről volt kénytelen elrajtolni. A versenyen egyedül Massa tudta elkerülni, hogy ne körözzék le a McLarenek. Az élen Hamilton és Alonso harcolt a futamgyőzelemért, de a sorrend végül nem változott. A további pontszerzők Giancarlo Fisichella, Robert Kubica, Nick Heidfeld és Alexander Wurz lettek. Kimi Räikkönen utolsó pontszerzőként, nyolcadikként ért célba.
Az esős 2008-as versenyt a maximális időhatár túllépése miatt a 76. körben leintették.

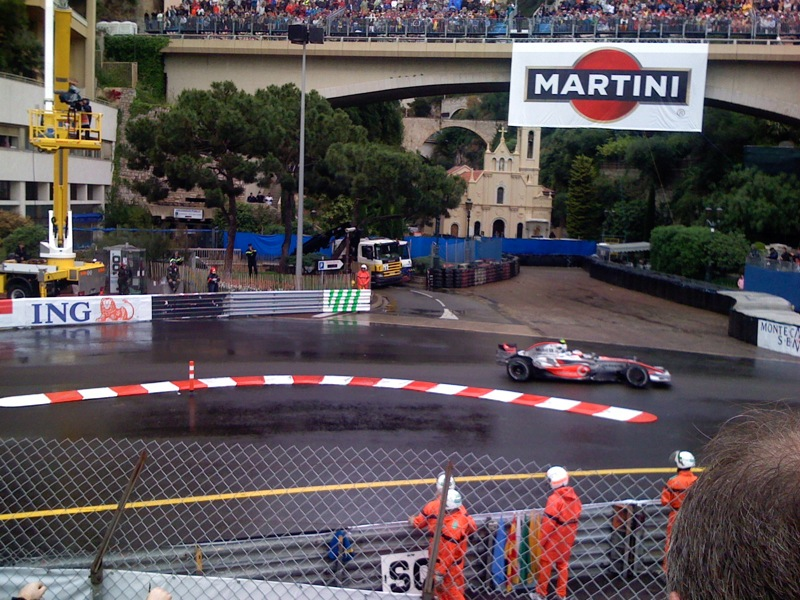
A 2008-as monacói verseny

A száraz időmérőn a Ferrari szerezte meg az első sort, de Hamilton a rajtnál megelőzte Räikkönent és feljött Massa mögé. Heikki Kovalainennek a boxutcából kellett rajtolnia. A versenyen sok ütközés volt, Rosberg belement Alonsóba, majd később Hamilton és a spanyol is a falnak ütközött. Egyikük autójában sem keletkezett azonban komolyabb kár. Később David Coulthard és Sébastien Bourdais összeütközött, ami miatt be kellett küldeni a biztonsági autót. Räikkönennek a tervezetten kívül előbb büntetés, majd vezetői hiba miatt is ki kellett állnia a boxba. A futamot vezető Massa kirepült az egyik kanyarból, s mire visszatért a pályára, Robert Kubica megelőzte. Rosberg széttört autója miatt ismét bejött a biztonsági autó. A már száradó pályán Räikkönen a negyedik helyen autózó Adrian Sutil mögött autózott, amikor elvesztette uralmát autója fölött, és hátulról a németnek ütközött. A finnek egy újabb boxkiállásra volt szüksége, míg Sutil kiesett a Force Indiával. Végül Hamilton nyert Kubica és Massa előtt. Räikkönen csak a kilencedik lett.
2009-ben a pole Jenson Buttoné lett Räikkönen és a brit csapattársa, Barrichello előtt. Hamilton az időmérésen a falnak ütközött, majd váltót is cseréltek nála, így csak a huszadik helyről kezdhetett neki a versenynek. A rajtnál Barrichello megelőzte Räikkönent, és a két Brawn a verseny végéig az élen maradt. Massa a boxban megelőzte a versenyen elé került Nico Rosberget és Sebastian Vettelt, így negyedik lett. Sébastien Buemi, Nelson Piquet, Vettel és Kovalainen baleset miatt kiesett. Button magabiztosan győzött Barrichello, Räikkönen, Massa és Webber előtt, így a Brawn-Mercedes kettős győzelmet aratott.

#### 2010–
2010-ben Mark Webber indult az élről a Red Bull-Renault-val, Kubica és Vettel előtt. Alonso nem vehetett részt az időmérő edzésen, mivel a harmadik szabadedzésen összetörte Ferrariját. Nico Hülkenberg, majd Barrichello balesete után is bejött a biztonsági autó, Fernando ezt kihasználva kiállt gumit cserélni és a verseny végéig nem is állt ki többször a boxba. A verseny végén Trulli és Karun Chandhok összeütközött, emiatt ismét biztonsági autós szakasz volt érvényben az utolsó kör végéig. Miután az kiállt Michael Schumacher megelőzte az előtte haladó Alonsót, így a hatodik helyen ért célba. A verseny után 20 másodperces büntetést kapott, a 40.13-as szabály megsértése miatt, így nem szerzett pontot. A versenyt Webber nyerte a csapattárs Vettel, Kubica, Massa és Hamilton előtt.
2011-ben a pole-ból Vettel indulhatott Button előtt. Az edzés utolsó szakaszában Sergio Pérez hatalmas balesetet szenvedett és mentőautóval szállították kórházba. A verseny rajtjánál Alonso a harmadik helyre jött fel. Mivel Vettelnek és Webbernek is elrontották a kerékcseréjét, Button az élre állt, Webber pedig visszaesett a középmezőnybe. A verseny 34. körében bejött a biztonsági autó, mert Felipe Massa az alagútban falnak csapta autóját. Meglepetésre Vettel nem jött ki kereket cserélni, de elhasználódott gumjai miatt Alonso és Button is utolérte. A 69. körben tömegbaleset történt, ezért a verseny megállították. Az újraindítást követő 6 körben Vettel megőrizte első helyét Alonso és Button előtt.

2024 novemberében bejelentették, hogy a verseny 2031-ig meghosszabbította a szerződését a Formula–1-gyel. Ugyanekkor nyilvánosságra hozták, hogy 2026-tól június első teljes hétvégéje lesz a verseny időpontja. 2025 februárjában története során először névszponzora (TAG Heuer) lett a nagydíjnak.

## A pálya

A pálya térképe utcákkal

A versenyre Monaco számos utcáját lezárják, a közlekedési táblákat és a virágágyásokat eltüntetik. Felállítják az ideiglenes boxutcát, a kerítéseket, a kerékvetőket és a nézőtereket. A versenypálya kialakítása hat hetet, majd visszaalakítása három hetet vesz igénybe. A 3,340 km hosszú pálya szinte az egész államot bejárja, La Condamine és Monte-Carlo városrészeken halad keresztül.
Az évek során, ahogy Monaco fejlődött, a pálya vonala nem változott jelentősen az 1929-eshez képest. 1973-ban egy újabb, hosszabb alagutat építettek a pályára a Loews Hotelnél, a Tabac és a Rascasse kanyar közötti pályavonalat pedig megváltoztatták, hogy helyet kapjon az új uszoda. Később a Ste Devote-ot és a Rascasse-t is szűkítették, hogy lassítsák az autókat. 1986-ban a sikán is hasonló okok miatt lett megváltoztatva.
2002 után átépítették a nagyon keskeny boxutcát, hogy szélesebb legyen. Azóta nem a célegyenesre, hanem azzal szembe néz. Ez szükségessé tette a Tabac, az Uszoda és a Rascasse kanyarok átépítését is.
A szűk pályán nehéz előzni, a legjobb pont az alagút utáni sikán.
A monacói pálya a legveszélyesebbek közé tartozik, csak kevés bukótér van a versenypályán. Kétszer is beestek már itt a tengerbe a verseny alatt: 1955-ben Alberto Ascari és 1965-ben Paul Hawkins. Mindketten túlélték a balesetet.
Monacóban található a Formula–1-es világbajnokság leglassabb kanyarja, a Grand Hotel-kanyar (korábbi nevén Loews-kanyar). Itt kapott helyet a leghosszabb alagút is.
Az abszolút körrekord 1 perc 13,532 másodperc, amelyet Kimi Räikkönen futott a 2006-os időmérő edzésen, a leggyorsabb versenyen futott kör 1 perc 14,439 másodperc, amit Michael Schumacher autózott 2004-ben.
Egy 2009-es szavazáson a versenypályát a világ legszebb sportlétesítményének választották meg.

## Statisztikák

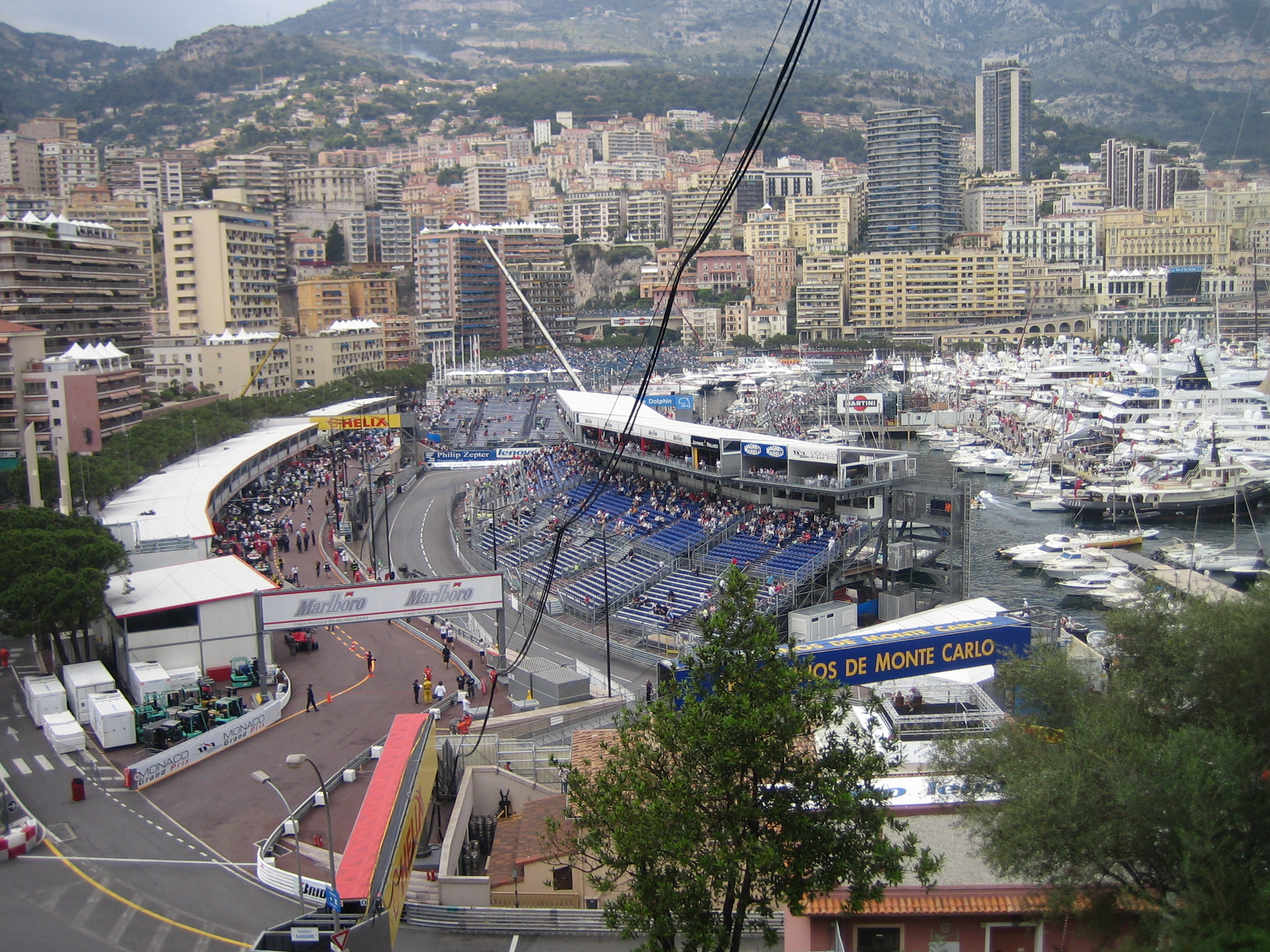
Monaco látképe a 2007-es verseny idején

### Győzelmek

#### Egyéni
| Győzelmek száma | Versenyző           | Évek                               |
| --------------- | ------------------- | ---------------------------------- |
| 6               | Ayrton Senna        | 1987, 1989, 1990, 1991, 1992, 1993 |
| 5               | Graham Hill         | 1963, 1964, 1965, 1968, 1969       |
| 5               | Michael Schumacher  | 1994, 1995, 1997, 1999, 2001       |
| 4               | Alain Prost         | 1984, 1985, 1986, 1988             |
| 3               | Stirling Moss       | 1956, 1960, 1961                   |
| 3               | Jackie Stewart      | 1966, 1971, 1973                   |
| 3               | Nico Rosberg        | 2013, 2014, 2015                   |
| 3               | Lewis Hamilton      | 2008, 2016, 2019                   |
| 2               | Juan Manuel Fangio  | 1950, 1957                         |
| 2               | Maurice Trintignant | 1955, 1958                         |
| 2               | Niki Lauda          | 1975, 1976                         |
| 2               | Jody Scheckter      | 1977, 1979                         |
| 2               | David Coulthard     | 2000, 2002                         |
| 2               | Fernando Alonso     | 2006, 2007                         |
| 2               | Sebastian Vettel    | 2011, 2017                         |
| 2               | Mark Webber         | 2010, 2012                         |
| 2               | Max Verstappen      | 2021, 2023                         |
| 1               | Olivier Panis       | 1996                               |
| 1               | Mika Häkkinen       | 1998                               |
| 1               | Juan Pablo Montoya  | 2003                               |
| 1               | Jarno Trulli        | 2004                               |
| 1               | Kimi Räikkönen      | 2005                               |
| 1               | Jenson Button       | 2009                               |
| 1               | Daniel Ricciardo    | 2018                               |
| 1               | Sergio Pérez        | 2022                               |
| 1               | Charles Leclerc     | 2024                               |
| 1               | Lando Norris        | 2025                               |

#### Konstruktőri

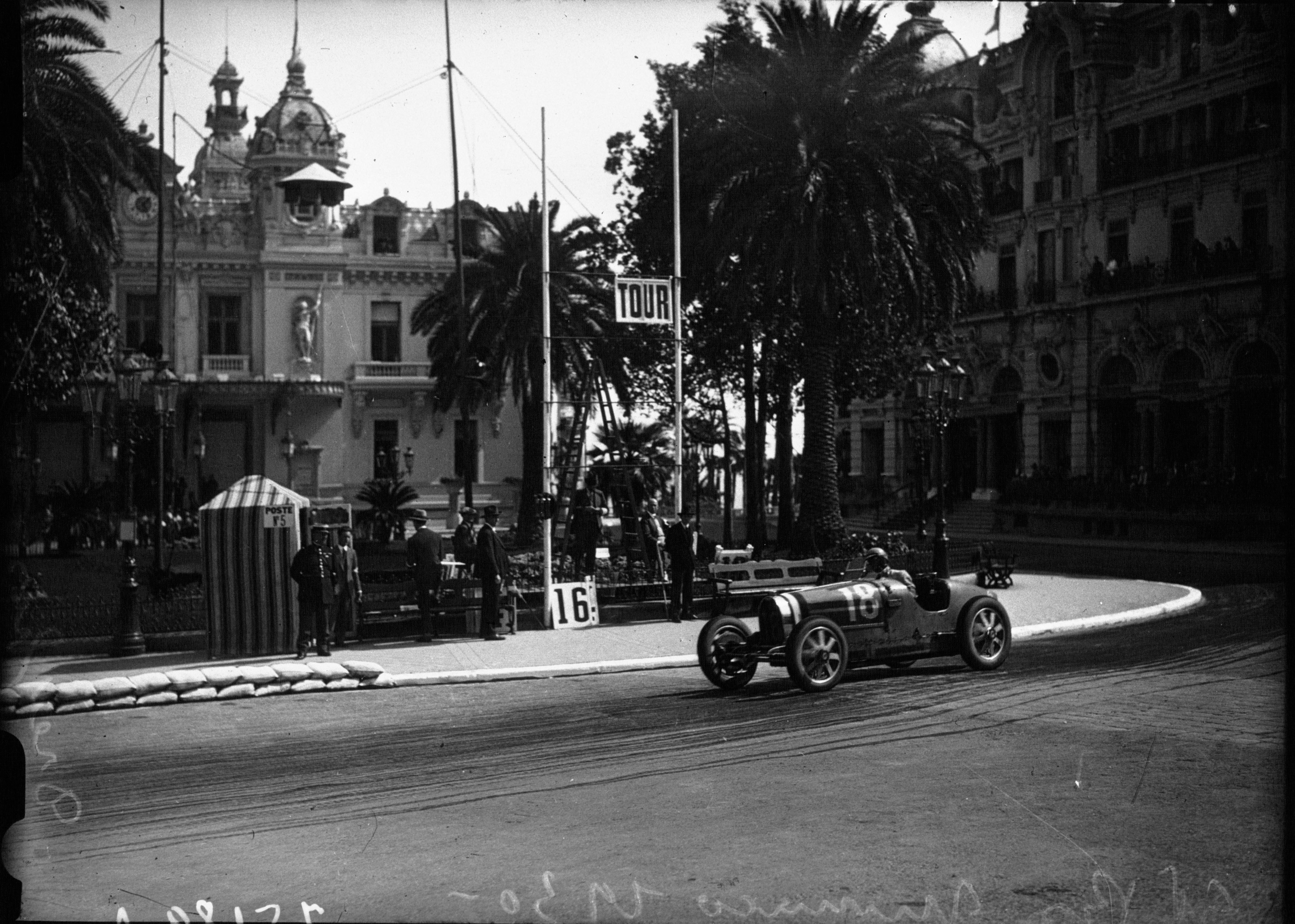
A kaszinó 1932-ben...

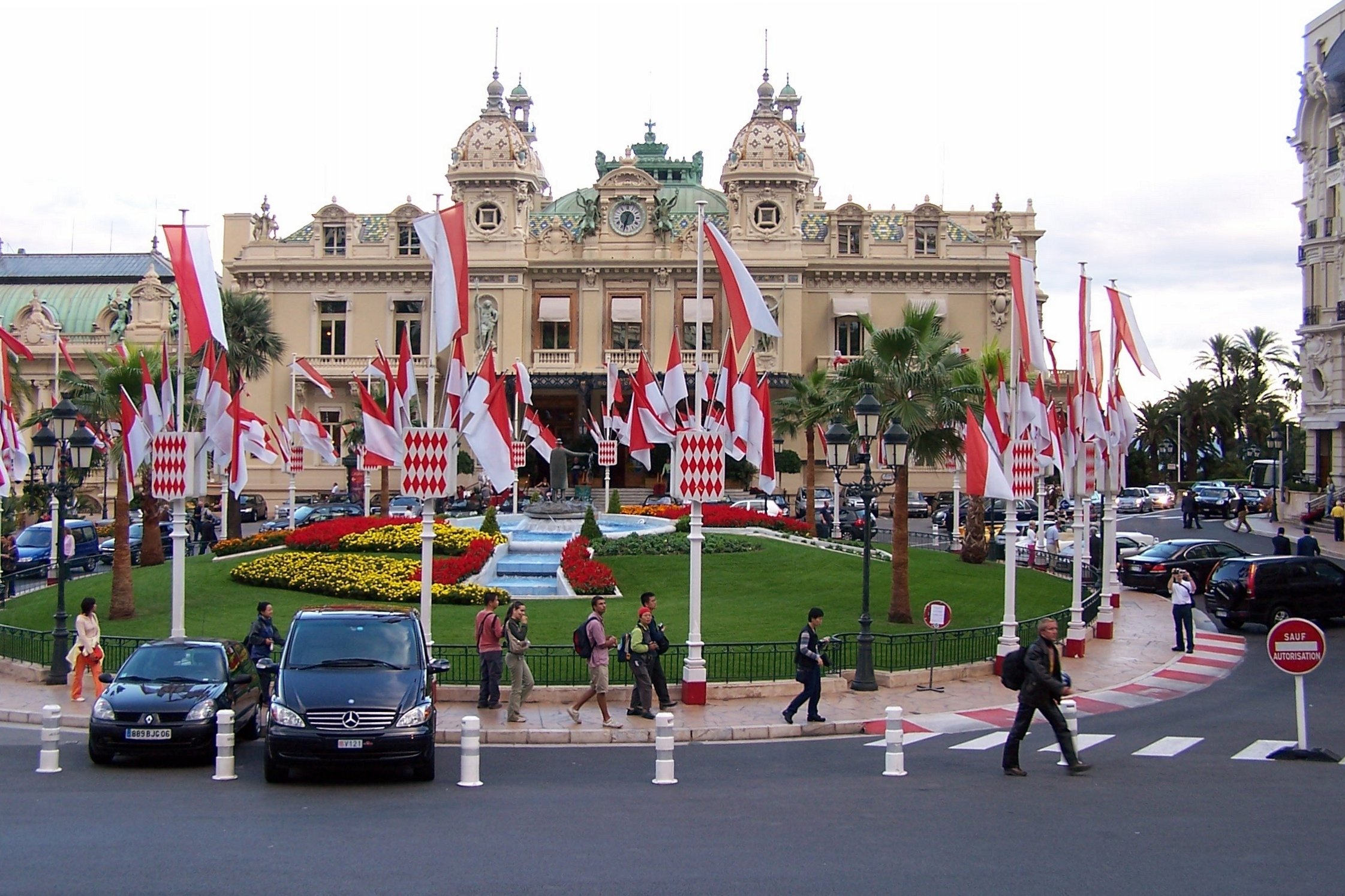
...és 2005-ben

| Össz. | Konstruktőr   | Évek száma                                                                                     |
| ----- | ------------- | ---------------------------------------------------------------------------------------------- |
| 16    | McLaren       | 1984, 1985, 1986, 1988, 1989, 1990, 1991, 1992, 1993, 1998, 2000, 2002, 2005, 2007, 2008, 2025 |
| 11    | Ferrari       | 1952, 1955, 1975, 1976, 1979, 1981, 1997, 1999, 2001, 2017, 2024                               |
| 7     | Lotus         | 1960, 1961, 1968, 1969, 1970, 1974, 1987                                                       |
| 7     | Red Bull      | 2010, 2011, 2012, 2018, 2021, 2022, 2023                                                       |
| 5     | BRM           | 1963, 1964, 1965, 1966, 1972                                                                   |
| 5     | Mercedes      | 2013, 2014, 2015, 2016, 2019                                                                   |
| 4     | Bugatti       | 1929, 1930, 1931, 1933                                                                         |
| 3     | Alfa Romeo    | 1932, 1934, 1950                                                                               |
| 3     | Cooper        | 1958, 1959, 1962                                                                               |
| 3     | Maserati      | 1948, 1956, 1957                                                                               |
| 3     | Mercedes-Benz | 1935, 1936, 1937                                                                               |
| 3     | Tyrrell       | 1971, 1973, 1978                                                                               |
| 3     | Williams      | 1980, 1983, 2003                                                                               |
| 2     | Benetton      | 1994, 1995                                                                                     |
| 2     | Brabham       | 1967, 1982                                                                                     |
| 2     | Renault       | 2004, 2006                                                                                     |

### Verseny adatok

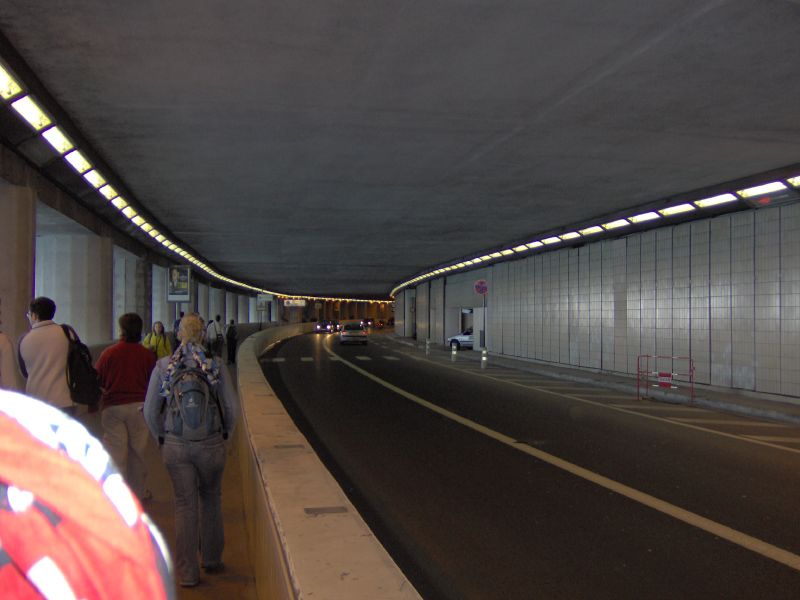
Az alagút

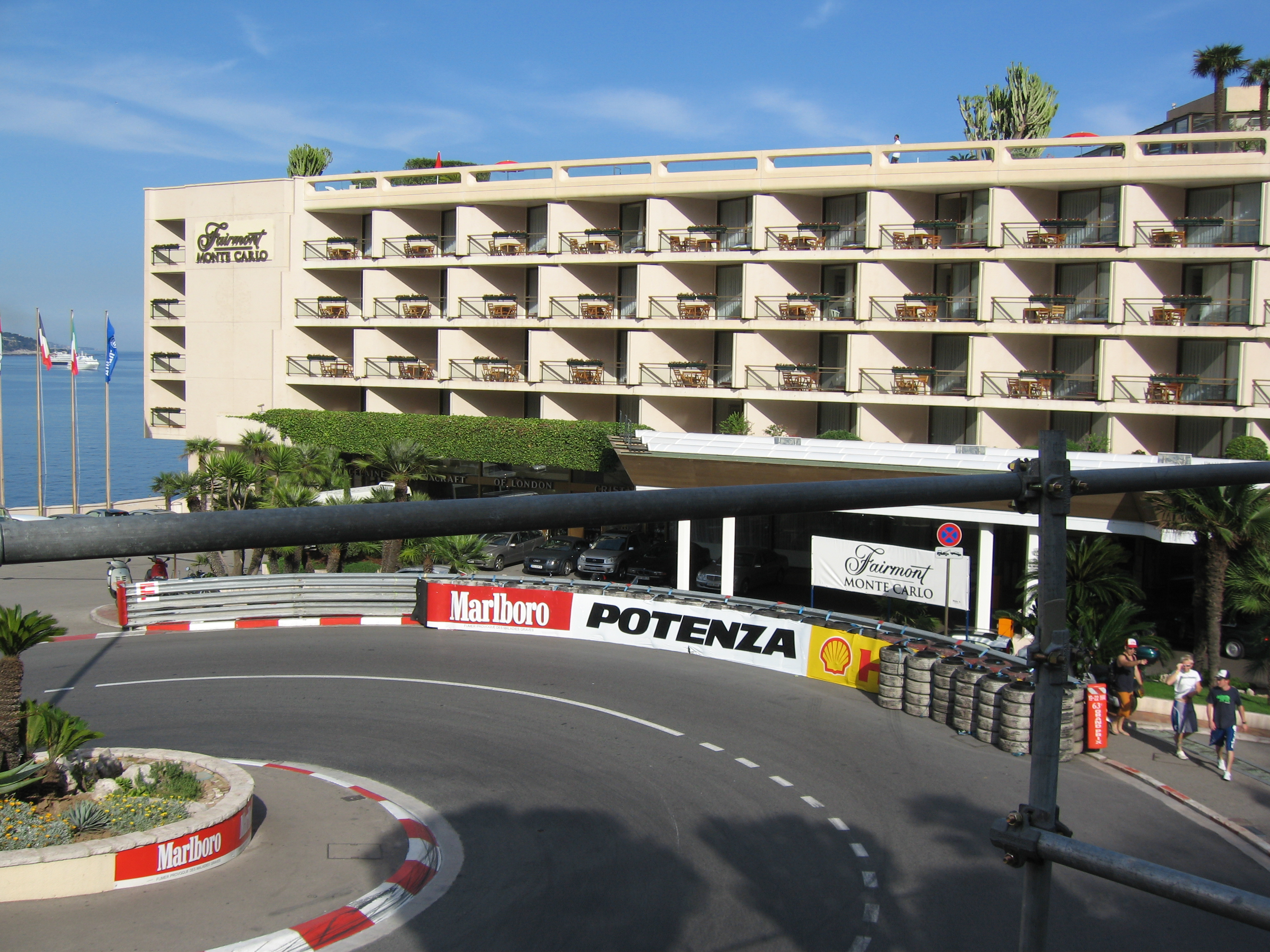
A Grand Hotel (régebben Loews) kanyar

| Év   | Győztes                          | Csapat/Motor                     | Idő                              | Pályahossz                       | Körök száma                      | Átlagsebesség                    | Dátum                            |
| ---- | -------------------------------- | -------------------------------- | -------------------------------- | -------------------------------- | -------------------------------- | -------------------------------- | -------------------------------- |
| 1950 | Juan Manuel Fangio               | Alfa Romeo                       | 3:13:18,700 h                    | 3,180 km                         | 100                              | 98,701 km/h                      | május 21.                        |
| 1955 | Maurice Trintignant              | Ferrari                          | 2:58:09,800 h                    | 3,145 km                         | 100                              | 105,914 km/h                     | május 22.                        |
| 1956 | Stirling Moss                    | Maserati                         | 3:00:32,900 h                    | 3,145 km                         | 100                              | 104,515 km/h                     | május 13.                        |
| 1957 | Juan Manuel Fangio               | Maserati                         | 3:10:12,800 h                    | 3,145 km                         | 105                              | 104,165 km/h                     | május 19.                        |
| 1958 | Maurice Trintignant              | Cooper-Climax                    | 2:52:27,900 h                    | 3,145 km                         | 100                              | 109,414 km/h                     | május 18.                        |
| 1959 | Jack Brabham                     | Cooper-Climax                    | 2:55:51,300 h                    | 3,145 km                         | 100                              | 107,304 km/h                     | május 10.                        |
| 1960 | Stirling Moss                    | Lotus-Climax                     | 2:53:45,500 h                    | 3,145 km                         | 100                              | 108,599 km/h                     | május 29.                        |
| 1961 | Stirling Moss                    | Lotus-Climax                     | 2:45:50,100 h                    | 3,145 km                         | 100                              | 113,788 km/h                     | május 14.                        |
| 1962 | Bruce McLaren                    | Cooper-Climax                    | 2:46:29,700 h                    | 3,145 km                         | 100                              | 113,337 km/h                     | június 3.                        |
| 1963 | Graham Hill                      | BRM                              | 2:41:49,700 h                    | 3,145 km                         | 100                              | 116,605 km/h                     | május 26.                        |
| 1964 | Graham Hill                      | BRM                              | 2:41:19,500 h                    | 3,145 km                         | 100                              | 116,969 km/h                     | május 10.                        |
| 1965 | Graham Hill                      | BRM                              | 2:37:39,600 h                    | 3,145 km                         | 100                              | 119,688 km/h                     | május 30.                        |
| 1966 | Jackie Stewart                   | BRM                              | 2:33:10,500 h                    | 3,145 km                         | 100                              | 123,192 km/h                     | május 22.                        |
| 1967 | Denis Hulme                      | Brabham-Repco                    | 2:34:34,300 h                    | 3,145 km                         | 100                              | 123,079 km/h                     | május 7.                         |
| 1968 | Graham Hill                      | Lotus-Ford                       | 2:00:32,300 h                    | 3,145 km                         | 80                               | 125,238 km/h                     | május 26.                        |
| 1969 | Graham Hill                      | Lotus-Ford                       | 1:56:59,400 h                    | 3,145 km                         | 80                               | 129,037 km/h                     | május 18.                        |
| 1970 | Jochen Rindt                     | Lotus-Ford                       | 1:54:36,600 h                    | 3,145 km                         | 80                               | 131,716 km/h                     | május 10.                        |
| 1971 | Jackie Stewart                   | Tyrrell-Ford                     | 1:52:21,300 h                    | 3,145 km                         | 80                               | 134,360 km/h                     | május 23.                        |
| 1972 | Jean-Pierre Beltoise             | BRM                              | 2:26:54,700 h                    | 3,145 km                         | 80                               | 102,756 km/h                     | május 14.                        |
| 1973 | Jackie Stewart                   | Tyrrell-Ford                     | 1:57:44,300 h                    | 3,278 km                         | 78                               | 130,298 km/h                     | június 3.                        |
| 1974 | Ronnie Peterson                  | Lotus-Ford                       | 1:58:03,700 h                    | 3,278 km                         | 78                               | 129,941 km/h                     | május 26.                        |
| 1975 | Niki Lauda                       | Ferrari                          | 2:01:21,310 h                    | 3,278 km                         | 75                               | 121,552 km/h                     | május 11.                        |
| 1976 | Niki Lauda                       | Ferrari                          | 1:59:51,470 h                    | 3,312 km                         | 78                               | 127,994 km/h                     | május 30.                        |
| 1977 | Jody Scheckter                   | Wolf-Ford                        | 1:57:52,770 h                    | 3,312 km                         | 76                               | 128,120 km/h                     | május 22.                        |
| 1978 | Patrick Depailler                | Tyrrell-Ford                     | 1:55:14,660 h                    | 3,312 km                         | 75                               | 129,325 km/h                     | május 7.                         |
| 1979 | Jody Scheckter                   | Ferrari                          | 1:55:22,480 h                    | 3,312 km                         | 76                               | 130,902 km/h                     | május 27.                        |
| 1980 | Carlos Reutemann                 | Williams-Ford                    | 1:55:34,365 h                    | 3,312 km                         | 76                               | 130,677 km/h                     | május 18.                        |
| 1981 | Gilles Villeneuve                | Ferrari                          | 1:54:23,380 h                    | 3,312 km                         | 76                               | 132,029 km/h                     | május 31.                        |
| 1982 | Riccardo Patrese                 | Brabham-Ford                     | 1:54:11,259 h                    | 3,312 km                         | 76                               | 132,262 km/h                     | május 23.                        |
| 1983 | Keke Rosberg                     | Williams-Ford                    | 1:56:38,121 h                    | 3,312 km                         | 76                               | 129,487 km/h                     | május 15.                        |
| 1984 | Alain Prost                      | McLaren-TAG-Porsche              | 1:01:07,740 h                    | 3,312 km                         | 31                               | 100,776 km/h                     | június 3.                        |
| 1985 | Alain Prost                      | McLaren-TAG-Porsche              | 1:51:58,034 h                    | 3,312 km                         | 78                               | 138,435 km/h                     | május 19.                        |
| 1986 | Alain Prost                      | McLaren-TAG-Porsche              | 1:55:41,060 h                    | 3,328 km                         | 78                               | 134,634 km/h                     | május 11.                        |
| 1987 | Ayrton Senna                     | Lotus-Honda                      | 1:57:54,085 h                    | 3,328 km                         | 78                               | 132,102 km/h                     | május 31.                        |
| 1988 | Alain Prost                      | McLaren-Honda                    | 1:57:17,077 h                    | 3,328 km                         | 78                               | 132,797 km/h                     | május 15.                        |
| 1989 | Ayrton Senna                     | McLaren-Honda                    | 1:53:33,251 h                    | 3,328 km                         | 77                               | 135,401 km/h                     | május 7.                         |
| 1990 | Ayrton Senna                     | McLaren-Honda                    | 1:52:46,982 h                    | 3,328 km                         | 78                               | 138,097 km/h                     | május 27.                        |
| 1991 | Ayrton Senna                     | McLaren-Honda                    | 1:53:02,334 h                    | 3,328 km                         | 78                               | 137,785 km/h                     | május 12.                        |
| 1992 | Ayrton Senna                     | McLaren-Honda                    | 1:50:59,372 h                    | 3,328 km                         | 78                               | 140,329 km/h                     | május 31.                        |
| 1993 | Ayrton Senna                     | McLaren-Ford                     | 1:52:10,947 h                    | 3,328 km                         | 78                               | 138,837 km/h                     | május 23.                        |
| 1994 | Michael Schumacher               | Benetton-Ford                    | 1:49:55,372 h                    | 3,328 km                         | 78                               | 141,691 km/h                     | május 15.                        |
| 1995 | Michael Schumacher               | Benetton-Renault                 | 1:53:11,258 h                    | 3,328 km                         | 78                               | 137,604 km/h                     | május 28.                        |
| 1996 | Olivier Panis                    | Ligier-Mugen-Honda               | 2:00:45,629 h                    | 3,328 km                         | 78                               | 124,014 km/h                     | május 19.                        |
| 1997 | Michael Schumacher               | Ferrari                          | 2:00:05,654 h                    | 3,367 km                         | 62                               | 104,295 km/h                     | május 11.                        |
| 1998 | Mika Häkkinen                    | McLaren-Mercedes                 | 1:51:23,595 h                    | 3,367 km                         | 78                               | 141,459 km/h                     | május 24.                        |
| 1999 | Michael Schumacher               | Ferrari                          | 1:49:31,812 h                    | 3,367 km                         | 78                               | 143,865 km/h                     | május 16.                        |
| 2000 | David Coulthard                  | McLaren-Mercedes                 | 1:49:28,213 h                    | 3,370 km                         | 78                               | 144,072 km/h                     | június 4.                        |
| 2001 | Michael Schumacher               | Ferrari                          | 1:47:22,561 h                    | 3,370 km                         | 78                               | 146,882 km/h                     | május 27.                        |
| 2002 | David Coulthard                  | McLaren-Mercedes                 | 1:45:39,055 h                    | 3,370 km                         | 78                               | 149,280 km/h                     | május 26.                        |
| 2003 | Juan Pablo Montoya               | Williams-BMW                     | 1:42:19,012 h                    | 3,340 km                         | 78                               | 152,772 km/h                     | június 1.                        |
| 2004 | Jarno Trulli                     | Renault                          | 1:45:46,601 h                    | 3,340 km                         | 77                               | 145,881 km/h                     | május 23.                        |
| 2005 | Kimi Räikkönen                   | McLaren-Mercedes                 | 1:45:15,556 h                    | 3,340 km                         | 78                               | 148,502 km/h                     | május 22.                        |
| 2006 | Fernando Alonso                  | Renault                          | 1:43:43,116 h                    | 3,340 km                         | 78                               | 150,708 km/h                     | május 28.                        |
| 2007 | Fernando Alonso                  | McLaren-Mercedes                 | 1:40:29,329 h                    | 3,340 km                         | 78                               | 155,552 km/h                     | május 27.                        |
| 2008 | Lewis Hamilton                   | McLaren-Mercedes                 | 2:00:42,742 h                    | 3,340 km                         | 76                               | 126,170 km/h                     | május 25.                        |
| 2009 | Jenson Button                    | Brawn-Mercedes                   | 1:40:44,282 h                    | 3,340 km                         | 78                               | 155,167 km/h                     | május 24.                        |
| 2010 | Mark Webber                      | Red Bull-Renault                 | 1:50:13,355 h                    | 3,340 km                         | 78                               | 141,815 km/h                     | május 16.                        |
| 2011 | Sebastian Vettel                 | Red Bull-Renault                 | 2:09:38,373 h                    | 3,340 km                         | 78                               | 120.574 km/h                     | május 29.                        |
| 2012 | Mark Webber                      | Red Bull-Renault                 | 1:46:06,557 h                    | 3,340 km                         | 78                               | 147.312 km/h                     | május 27.                        |
| 2013 | Nico Rosberg                     | Mercedes                         | 2:17:52,056 h                    | 3,340 km                         | 78                               | 113.378 km/h                     | május 26.                        |
| 2014 | Nico Rosberg                     | Mercedes                         | 1:49:27,661 h                    | 3,340 km                         | 78                               | 142.802 km/h                     | május 25.                        |
| 2015 | Nico Rosberg                     | Mercedes                         | 1:49:18,420 h                    | 3,340 km                         | 78                               | 142,874 km/h                     | május 24.                        |
| 2016 | Lewis Hamilton                   | Mercedes                         | 1:59:29,133 h                    | 3,340 km                         | 78                               | 130,703 km/h                     | május 29.                        |
| 2017 | Sebastian Vettel                 | Ferrari                          | 1:44:44,340 h                    | 3,337 km                         | 78                               | 149,105 km/h                     | május 28.                        |
| 2018 | Daniel Ricciardo                 | Red Bull-Renault                 | 1:42:54,807 h                    | 3,337 km                         | 78                               | 151.750 km/h                     | május 27.                        |
| 2019 | Lewis Hamilton                   | Mercedes                         | 1:43:28,437 h                    | 3,337 km                         | 78                               | 150.928 km/h                     | május 26.                        |
| 2020 | Törölve a Covid19-pandémia miatt | Törölve a Covid19-pandémia miatt | Törölve a Covid19-pandémia miatt | Törölve a Covid19-pandémia miatt | Törölve a Covid19-pandémia miatt | Törölve a Covid19-pandémia miatt | Törölve a Covid19-pandémia miatt |
| 2021 | Max Verstappen                   | Red Bull-Honda                   | 1:38:56,820 h                    | 3,337 km                         | 78                               | 157.834 km/h                     | május 23.                        |
| 2022 | Sergio Pérez                     | Red Bull-Honda                   | 1:56:30,265 h                    | 3,337 km                         | 64                               | 110.466 km/h                     | május 29.                        |
| 2023 | Max Verstappen                   | Red Bull-Honda                   | 1:48:51,980 h                    | 3,337 km                         | 78                               | 157.834 km/h                     | május 28.                        |
| 2024 | Charles Leclerc                  | Ferrari                          | 2:23:15,554 h                    | 3,337 km                         | 78                               | 157.834 km/h                     | május 26.                        |
| 2025 | Lando Norris                     | McLaren-Mercedes                 | 1:40:33,843 h                    | 3,337 km                         | 78                               | 164.067 km/h                     | május 25.                        |

- Forrás: Monaco GP statisztikák (chicanef1.com)

#### A Formula–1 előtti/ nem világbajnoki versenyek

A monacói pole pozíciók és leggyorsabb körök változása

| Év        | Versenyző               | Konstruktőr       | Összefoglaló      |                   |
| --------- | ----------------------- | ----------------- | ----------------- | ----------------- |
| 1929      | William Grover-Williams | Bugatti           | Összefoglaló      |                   |
| 1930      | René Dreyfus            | Bugatti           | Összefoglaló      |                   |
| 1931      | Louis Chiron            | Bugatti           | Összefoglaló      |                   |
| 1932      | Tazio Nuvolari          | Alfa Romeo        | Összefoglaló      |                   |
| 1933      | Achille Varzi           | Bugatti           | Összefoglaló      |                   |
| 1934      | Guy Moll                | Alfa Romeo        | Összefoglaló      |                   |
| 1935      | Luigi Fagioli           | Mercedes-Benz     | Összefoglaló      |                   |
| 1936      | Rudolf Caracciola       | Mercedes-Benz     | Összefoglaló      |                   |
| 1937      | Manfred von Brauchitsch | Mercedes-Benz     | Összefoglaló      |                   |
| 1938-1947 | Nem rendezték meg       | Nem rendezték meg | Nem rendezték meg | Nem rendezték meg |
| 1948      | Giuseppe Farina         | Maserati          | Összefoglaló      |                   |
| 1949      | Nem rendezték meg       | Nem rendezték meg | Nem rendezték meg | Nem rendezték meg |
| 1951      | Nem rendezték meg       | Nem rendezték meg | Nem rendezték meg | Nem rendezték meg |
| 1952      | Vittorio Marzotto       | Ferrari           | Összefoglaló      |                   |